# الخالق (أسماء الله الحسنى)
الخالق هو اسم من أسماء الله الحسنى وهو المبدع للخلق المخترع له على غير مثال سابق.

## ذكره فيالقرآن
ذكر الله تسمية نفسه باسم الخالق في القرآن الكريم إحدى عشر مرة كالتالي:
- منها ثمان مرات بصيغة المفرد

في سورة الأنعام قال الله ﴿ذَلِكُمُ اللَّهُ رَبُّكُمْ لَا إِلَهَ إِلَّا هُوَ خَالِقُ كُلِّ شَيْءٍ فَاعْبُدُوهُ وَهُوَ عَلَى كُلِّ شَيْءٍ وَكِيلٌ ۝١٠٢﴾.
في سورة الرعد قال الله ﴿قُلْ مَنْ رَبُّ السَّمَاوَاتِ وَالْأَرْضِ قُلِ اللَّهُ قُلْ أَفَاتَّخَذْتُمْ مِنْ دُونِهِ أَوْلِيَاءَ لَا يَمْلِكُونَ لِأَنْفُسِهِمْ نَفْعًا وَلَا ضَرًّا قُلْ هَلْ يَسْتَوِي الْأَعْمَى وَالْبَصِيرُ أَمْ هَلْ تَسْتَوِي الظُّلُمَاتُ وَالنُّورُ أَمْ جَعَلُوا لِلَّهِ شُرَكَاءَ خَلَقُوا كَخَلْقِهِ فَتَشَابَهَ الْخَلْقُ عَلَيْهِمْ قُلِ اللَّهُ خَالِقُ كُلِّ شَيْءٍ وَهُوَ الْوَاحِدُ الْقَهَّارُ ۝١٦﴾.
في سورة الحجر قال الله ﴿وَإِذْ قَالَ رَبُّكَ لِلْمَلَائِكَةِ إِنِّي خَالِقٌ بَشَرًا مِنْ صَلْصَالٍ مِنْ حَمَإٍ مَسْنُونٍ ۝٢٨﴾.
في سورة فاطر قال الله تعالى: ﴿ يَا أَيُّهَا النَّاسُ إذْكُرُوا نِعْمَةَ اللَّهِ عَلَيْكُمْ هَلْ مِنْ خَالِقٍ غَيْرُ اللَّهِ يَرْزُقُكُمْ مِنَ السَّمَاءِ وَالأَرْضِ لا إِلَهَ إِلاً هُوَ فَأَنَّى تُؤْفَكُونَ (3)﴾ (سورة فاطر)
في سورة ص قال الله تعالى: ﴿ إِذْ قَالَ رَبُّكَ لِلْمَلائِكَةِ إِنِّي خَالِقٌ بَشَرًا مِنْ طِينٍ (71)﴾ (سورة ص)
في سورة الزمر قال الله تعالى: ﴿  اللَّهُ خَالِقُ كُلِّ شَيْءٍ وَهُوَ عَلَى كُلِّ شَيْءٍ وَكِيلٌ (62)﴾ (سورة الزمر)
في سورة غافر قال الله تعالى: ﴿ ذَلِكُمُ اللَّهُ رَبُّكُمْ خَالِقُ كُلِّ شَيْءٍ لا إِلَهَ إِلاً هُوَ فَأَنَّى تُؤْفَكُونَ (62)﴾ (سورة غافر)
في سورة الحشر قال الله تعالى: ﴿  هُوَ اللَّهُ الْخَالِقُ الْبَارِئُ الْمُصَوِّرُ لَهُ الأَسْمَاءُ الْحُسْنَى يُسَبِّحُ لَهُ مَا فِي السَّمَأوَاتِ وَالأَرْضِ وَهُوَ الْعَزِيزُ الْحَكِيمُ (24)﴾ (سورة الحشر)
- منها مرتين بصيغة التفضيل

في سورة المؤمنون قال الله تعالى: ﴿ ثُمَّ خَلَقْنَا النُّطْفَةَ عَلَقَةً فَخَلَقْنَا الْعَلَقَةَ مُضْغَةً فَخَلَقْنَا الْمُضْغَةَ عِظَامًا فَكَسَوْنَا الْعِظَامَ لَحْمًا ثُمَّ أَنْشَأْنَاهُ خَلْقًا آَخَرَ فَتَبَارَكَ اللَّهُ أَحْسَنُ الْخَالِقِينَ (14)﴾ (سورة المؤمنون)
في سورة الصافات قال الله تعالى: ﴿ أَتَدْعُونَ بَعْلاً وَتَذَرُونَ أَحْسَنَ الْخَالِقِينَ (125)﴾ (سورة الصافات)
- مرة واحدة بصيغة الجمع

في سورة الواقعة قال الله تعالى: ﴿ أَأَنْتُمْ تَخْلُقُونَهُ أَمْ نَحْنُ الْخَالِقُونَ (59)﴾ (سورة الواقعة)

## المعنى اللغوي لكلمة خلق
ينقسم في لغة العرب إلى ثلاثة أقسام
- المعنى الأول: إيجاد الشي من العدم أو ابتداع مخلوق جديد من غير سابق له وهذا المعنى خاص بالله تعالى لا يشاركه فيه أحد أبداً

قال الله تعالى: ﴿ أَوَلا يَذْكُرُ الإنْسَانُ أَنَّا خَلَقْنَاهُ مِنْ قَبْلُ وَلَمْ يَكُ شَيْئًا (67)﴾ (سورة مريم)
قال الله تعالى: ﴿ وَلَقَدْ خَلَقْنَا الإنْسَانَ مِنْ صَلْصَالٍ مِنْ حَمَإٍ مَسْنُونٍ (26) وَالْجَانَّ خَلَقْنَاهُ مِنْ قَبْلُ مِنْ نَارِ السَّمُومِ (27)﴾ (سورة الحجر)
قال الله تعالى: ﴿ وَمَا خَلَقْنَا السَّمَأوَاتِ وَالأَرْضَ وَمَا بَيْنَهُمَا لاعِبِينَ (38) مَا خَلَقْنَاهُمَا إِلاً بِالْحَقِّ وَلَكِنَّ أَكْثَرَهُمْ لا يَعْلَمُونَ (39)﴾ (سورة الدخان)
- المعنى الثاني: التهيئة والتقدير والتشكيل والتجميع والتركيب

قال الله تعالى: ﴿ إِذْ قَالَ اللَّهُ يَا عِيسَى ابْنَ مَرْيَمَ إذْكُرْ نِعْمَتِي عَلَيْكَ وَعَلى وَالِدَتِكَ إِذْ أَيَّدْتُكَ بِرُوحِ الْقُدُسِ تُكَلِّمُ النَّاسَ فِي الْمَهْدِ وَكَهْلاً وَإِذْ عَلَّمْتُكَ الْكِتَابَ وَالْحِكْمَةَ وَالتَّوْرَاةَ وَالإنْجِيلَ وَإِذْ تَخْلُقُ مِنَ الطِّينِ كَهَيْئَةِ الطَّيْرِ بِإِذْنِي فَتَنْفُخُ فِيهَا فَتَكُونُ طَيْرًا بِإِذْنِي وَتُبْرِئُ الأَكْمَهَ وَالأَبْرَصَ بِإِذْنِي وَإِذْ تُخْرِجُ الْمَوْتَى بِإِذْنِي وَإِذْ كَفَفْتُ بَنِي إِسْرَائِيلَ عَنْكَ إِذْ جِئْتَهُمْ بِالْبَيِّنَاتِ فَقَالَ الَّذِينَ كَفَرُوا مِنْهُمْ إِنْ هَذَا إِلاً سِحْرٌ مُبِينٌ (110)﴾ (سورة المائدة)
قال الله تعالى: ﴿ وَرَسُولاً إِلَى بَنِي إِسْرَائِيلَ أَنِّي قَدْ جِئْتُكُمْ بِآَيَةٍ مِنْ رَبِّكُمْ أَنِّي أَخْلُقُ لَكُمْ مِنَ الطِّينِ كَهَيْئَةِ الطَّيْرِ فَأَنْفُخُ فِيهِ فَيَكُونُ طَيْرًا بِإِذْنِ اللَّهِ وَأُبْرِئُ الأَكْمَهَ وَالأَبْرَصَ وَأُحْيِي الْمَوْتَى بِإِذْنِ اللَّهِ وَأُنَبِّئُكُمْ بِمَا تَأْكُلُونَ وَمَا تَدَّخِرُونَ فِي بُيُوتِكُمْ إِنَّ فِي ذَلِكَ لَآَيَةً لَكُمْ إِنْ كُنْتُمْ مُؤْمِنِينَ (49)﴾ (سورة آل عمران)
قال الله تعالى: ﴿ أَتَدْعُونَ بَعْلاً وَتَذَرُونَ أَحْسَنَ الْخَالِقِينَ (125) اللَّهَ رَبَّكُمْ وَرَبَّ آَبَائِكُمُ الأَوَّلِينَ (126)﴾ (سورة الصافات)
- المعنى الثالث: الكذب وهذا المعنى لا يجوز أبداً حتى التفكير أو الظن في أن يصل إلى الله أو إلى الرسل أو الأنبياء عليهم السلام ولكن قد يصل إلى أي مخلوق من مخلوقات الله

قال الله تعالى: ﴿ مَا سَمِعْنَا بِهَذَا فِي الْمِلَّةِ الأَخِرَةِ إِنْ هَذَا إِلاً اخْتِلاقٌ (7)﴾ (سورة ص)
قال الله تعالى: ﴿إِنَّمَا تَعْبُدُونَ مِنْ دُونِ اللَّهِ أَوْثَانًا وَتَخْلُقُونَ إِفْكًا إِنَّ الَّذِينَ تَعْبُدُونَ مِنْ دُونِ اللَّهِ لا يَمْلِكُونَ لَكُمْ رِزْقًا فَابْتَغُوا عِنْدَ اللَّهِ الرِّزْقَ وَاعْبُدُوهُ وَاشْكُرُوا لَهُ إِلَيْهِ تُرْجَعُونَ (17)﴾ (سورة العنكبوت)
قال الله تعالى: ﴿إِنْ هَذَا إِلاً خُلُقُ الأَوَّلِينَ (137)﴾ (سورة الشعراء)

## معنى اسماللهالخالق
اسم الله الخالق يشمل التالي:
- المعنى الأول: إيجاد الشي من العدم أو ابتداع مخلوق جديد من غير سابق له وهذا المعنى خاص بالله تعالى لا يشاركه فيه أحد أبداً.

قال الله تعالى: ﴿ اللَّهُ خَالِقُ كُلِّ شَيْءٍ وَهُوَ عَلَى كُلِّ شَيْءٍ وَكِيلٌ (62)﴾ (سورة الزمر)
قال الله تعالى: ﴿ ذَلِكُمُ اللَّهُ رَبُّكُمْ خَالِقُ كُلِّ شَيْءٍ لا إِلَهَ إِلاً هُوَ فَأَنَّى تُؤْفَكُونَ (62)﴾ (سورة غافر)
قال الله تعالى: ﴿ ذَلِكُمُ اللَّهُ رَبُّكُمْ لا إِلَهَ إِلاً هُوَ خَالِقُ كُلِّ شَيْءٍ فَاعْبُدُوهُ وَهُوَ عَلَى كُلِّ شَيْءٍ وَكِيلٌ (102)﴾ (سورة الأنعام)
قال الله تعالى: ﴿ يَا أَيُّهَا النَّاسُ إذْكُرُوا نِعْمَةَ اللَّهِ عَلَيْكُمْ هَلْ مِنْ خَالِقٍ غَيْرُ اللَّهِ يَرْزُقُكُمْ مِنَ السَّمَاءِ وَالأَرْضِ لا إِلَهَ إِلاً هُوَ فَأَنَّى تُؤْفَكُونَ (3)﴾ (سورة فاطر)
- المعنى الثاني: التهيئة والتقدير والتشكيل والتجميع والتركيب

قال الله تعالى: ﴿ فَتَبَارَكَ اللَّهُ أَحْسَنُ الْخَالِقِينَ (14)﴾ (سورة المؤمنون)
قال الله تعالى: ﴿ أَتَدْعُونَ بَعْلاً وَتَذَرُونَ أَحْسَنَ الْخَالِقِينَ (125) اللَّهَ رَبَّكُمْ وَرَبَّ آَبَائِكُمُ الأَوَّلِينَ (126)﴾ (سورة الصافات)
أما المعنى اللغوي الثالث لكلمة خلق فهو مستحيل في حق الله تبارك وتعالى جل جلالة وتقدست أسمائه وصفاته سبحانه وتعالى عما يقول الظالمون علوا كبيرا

## تسمية غيراللهتعالى باسم خالق
يختلف جواز أو عدم جواز إطلاق اسم خالق على غير الله تعالى باختلاف المعنى على ثلاث حالات كالتالي:
- المعنى الأول: إيجاد الشيء من العدم أو ابتداع مخلوق جديد من غير سابق له وهذا المعنى خاص بالله تعالى لا يشاركه فيه أحد أبداً.

ولا يجوز إطلاق اسم الخالق بهذا المعنى الأول على غير الله قطعاً فلا خالق في الكون إلا الله.
قال الله تعالى: ﴿ اللَّهُ خَالِقُ كُلِّ شَيْءٍ وَهُوَ عَلَى كُلِّ شَيْءٍ وَكِيلٌ (62)﴾ (سورة الزمر)
قال الله تعالى: ﴿ ذَلِكُمُ اللَّهُ رَبُّكُمْ خَالِقُ كُلِّ شَيْءٍ لا إِلَهَ إِلاً هُوَ فَأَنَّى تُؤْفَكُونَ (62)﴾ (سورة غافر)
قال الله تعالى: ﴿ ذَلِكُمُ اللَّهُ رَبُّكُمْ لا إِلَهَ إِلاً هُوَ خَالِقُ كُلِّ شَيْءٍ فَاعْبُدُوهُ وَهُوَ عَلَى كُلِّ شَيْءٍ وَكِيلٌ (102)﴾ (سورة الأنعام)
- المعنى الثاني: التهيئة والتقدير والتشكيل

فإن الله تبارك وتعالى أعطى بعض خلقه القدرة على التهيئة والتقدير والتشكيل وقد يطلق عليها في لغة العرب خلق فيمكن أطلاق اسم خلق أو خالق بدون الألف واللام بهذا المعنى الثاني كما في لغة العرب على غير الله تعالى مع معرفة بأن الله فوق كل شي ومهما كان خلق غير الله من الجودة والإتقان فإنه لا يصل إلى حسن خلق الله وفي أول الأمر ونهايته تجد خلق غير الله مكون من بعض خلق الله.
قال الله تعالى: ﴿ فَتَبَارَكَ اللَّهُ أَحْسَنُ الْخَالِقِينَ (14)﴾ (سورة المؤمنون)
- المعنى الثالث: الكذب

فإنه يجوز في حق غير الله تعالى ولا يجوز أبدا في حق الله تعالى تبارك الله وتقدس وتنزه عن كل عيب أو كذب سبحانه لا إله إلا هو ولا معبود بحق إلا هو كما لا يجوز هذا المعنى في حق رسوله صلى الله عليه وسلم فهو الصادق المصدوق.
قال الله تعالى: ﴿ وَعَلَى الَّذِينَ هَادُوا حَرَّمْنَا كُلَّ ذِي ظُفُرٍ وَمِنَ الْبَقَرِ وَالْغَنَمِ حَرَّمْنَا عَلَيْهِمْ شُحُومَهُمَا إِلاً مَا حَمَلَتْ ظُهُورُهُمَا أَوِ الْحَوَايَا أَوْ مَا اخْتَلَطَ بِعَظْمٍ ذَلِكَ جَزَيْنَاهُمْ بِبَغْيِهِمْ وَإِنَّا لَصَادِقُونَ (146)﴾ (سورة الأنعام)

## «الخالق أحسن كل شي خلقه»
يرى الإسلام أن من فضل الله الخالق أنه أحسن كل شي خلقه بقدرته.
قال الله تعالى: ﴿ ذَلِكَ عَالِمُ الْغَيْبِ وَالشَّهَادَةِ الْعَزِيزُ الرَّحِيمُ (6) الَّذِي أَحْسَنَ كُلَّ شَيْءٍ خَلَقَهُ وَبَدَأَ خَلْقَ الإنْسَانِ مِنْ طِينٍ (7)﴾ (سورة السجدة)
قال الله تعالى: ﴿ وَتَرَى الْجِبَالَ تَحْسَبُهَا جَامِدَةً وَهِيَ تَمُرُّ مَرَّ السَّحَابِ صُنْعَ اللَّهِ الَّذِي أَتْقَنَ كُلَّ شَيْءٍ إِنَّهُ خَبِيرٌ بِمَا تَفْعَلُونَ (88)﴾ (سورة النمل)
قال الله تعالى: ﴿ ثُمَّ اسْتَوَى إِلَى السَّمَاءِ وَهِيَ دُخَانٌ فَقَالَ لَهَا وَلِلأَرْضِ اِئْتِيَا طَوْعًا أَوْ كَرْهًا قَالَتَا أَتَيْنَا طَائِعِينَ (11)﴾ (سورة فصلت)
قال الله تعالى: ﴿ إِنَّ فِي خَلْقِ السَّمَأوَاتِ وَالأَرْضِ وَاخْتِلافِ اللَّيْلِ وَالنَّهَارِ وَالْفُلْكِ الَّتِي تَجْرِي فِي الْبَحْرِ بِمَا يَنْفَعُ النَّاسَ وَمَا أَنْزَلَ اللَّهُ مِنَ السَّمَاءِ مِنْ مَاءٍ فَأَحْيَا بِهِ الأَرْضَ بَعْدَ مَوْتِهَا وَبَثَّ فِيهَا مِنْ كُلِّ دَابَّةٍ وَتَصْرِيفِ الرِّيَاحِ وَالسَّحَابِ الْمُسَخَّرِ بَيْنَ السَّمَاءِ وَالأَرْضِ لَآَيَاتٍ لِقَوْمٍ يَعْقِلُونَ (164)﴾ (سورة البقرة)
قال الله تعالى: ﴿ وَمِنْ آَيَاتِهِ خَلْقُ السَّمَأوَاتِ وَالأَرْضِ وَاخْتِلافُ أَلْسِنَتِكُمْ وَأَلْوَانِكُمْ إِنَّ فِي ذَلِكَ لَآَيَاتٍ لِلْعَالِمِينَ (22)  وَمِنْ آَيَاتِهِ مَنَامُكُمْ بِاللَّيْلِ وَالنَّهَارِ وَابْتِغَاؤُكُمْ مِنْ فَضْلِهِ إِنَّ فِي ذَلِكَ لَآَيَاتٍ لِقَوْمٍ يَسْمَعُونَ (23) وَمِنْ آَيَاتِهِ يُرِيكُمُ الْبَرْقَ خَوْفًا وَطَمَعًا وَيُنَزِّلُ مِنَ السَّمَاءِ مَاءً فَيُحْيِي بِهِ الأَرْضَ بَعْدَ مَوْتِهَا إِنَّ فِي ذَلِكَ لَآَيَاتٍ لِقَوْمٍ يَعْقِلُونَ (24) وَمِنْ آَيَاتِهِ أَنْ تَقُومَ السَّمَاءُ وَالأَرْضُ بِأَمْرِهِ ثُمَّ إِذَا دَعَاكُمْ دَعْوَةً مِنَ الأَرْضِ إِذَا أَنْتُمْ تَخْرُجُونَ (25)﴾ (سورة الروم)
قال الله تعالى: ﴿ أَمَّنْ خَلَقَ السَّمَأوَاتِ وَالأَرْضَ وَأَنْزَلَ لَكُمْ مِنَ السَّمَاءِ مَاءً فَأَنْبَتْنَا بِهِ حَدَائِقَ ذَاتَ بَهْجَةٍ مَا كَانَ لَكُمْ أَنْ تُنْبِتُوا شَجَرَهَا أَئِلَهٌ مَعَ اللَّهِ بَلْ هُمْ قَوْمٌ يَعْدِلُونَ (60) أَمَّنْ جَعَلَ الأَرْضَ قَرَارًا وَجَعَلَ خِلالَهَا أَنْهَارًا وَجَعَلَ لَهَا رَوَاسِيَ وَجَعَلَ بَيْنَ الْبَحْرَيْنِ حَاجِزًا أَإِلَهٌ مَعَ اللَّهِ بَلْ أَكْثَرُهُمْ لا يَعْلَمُونَ (61)﴾ (سورة النمل)
قال الله تعالى: ﴿ وَمِنْ آَيَاتِهِ خَلْقُ السَّمَأوَاتِ وَالأَرْضِ وَمَا بَثَّ فِيهِمَا مِنْ دَابَّةٍ وَهُوَ عَلَى جَمْعِهِمْ إِذَا يَشَاءُ قَدِيرٌ (29)﴾ (سورة الشورى)
قال الله تعالى: ﴿ إِنَّ فِي السَّمَأوَاتِ وَالأَرْضِ لَآَيَاتٍ لِلْمُؤْمِنِينَ (3) وَفِي خَلْقِكُمْ وَمَا يَبُثُّ مِنْ دَابَّةٍ آَيَاتٌ لِقَوْمٍ يُوقِنُونَ (4) وَاخْتِلافِ اللَّيْلِ وَالنَّهَارِ وَمَا أَنْزَلَ اللَّهُ مِنَ السَّمَاءِ مِنْ رِزْقٍ فَأَحْيَا بِهِ الأَرْضَ بَعْدَ مَوْتِهَا وَتَصْرِيفِ الرِّيَاحِ آَيَاتٌ لِقَوْمٍ يَعْقِلُونَ (5)﴾ (سورة الجاثية)
قال الله تعالى: ﴿ اللَّهُ الَّذِي رَفَعَ السَّمَأوَاتِ بِغَيْرِ عَمَدٍ تَرَوْنَهَا ثُمَّ اسْتَوَى عَلَى الْعَرْشِ وَسَخَّرَ الشَّمْسَ وَالْقَمَرَ كُلٌّ يَجْرِي لأجَلٍ مُسَمًّى يُدَبِّرُ الأَمْرَ يُفَصِّلُ الأَيَاتِ لَعَلَّكُمْ بِلِقَاءِ رَبِّكُمْ تُوقِنُونَ (2) وَهُوَ الَّذِي مَدَّ الأَرْضَ وَجَعَلَ فِيهَا رَوَاسِيَ وَأَنْهَارًا وَمِنْ كُلِّ الثَّمَرَاتِ جَعَلَ فِيهَا زَوْجَيْنِ اثْنَيْنِ يُغْشِي اللَّيْلَ النَّهَارَ إِنَّ فِي ذَلِكَ لَآَيَاتٍ لِقَوْمٍ يَتَفَكَّرُونَ (3) وَفِي الأَرْضِ قِطَعٌ مُتَجَأوِرَاتٌ وَجَنَّاتٌ مِنْ أَعْنَابٍ وَزَرْعٌ وَنَخِيلٌ صِنْوَانٌ وَغَيْرُ صِنْوَانٍ يُسْقَى بِمَاءٍ وَاحِدٍ وَنُفَضِّلُ بَعْضَهَا عَلَى بَعْضٍ فِي الْأُكُلِ إِنَّ فِي ذَلِكَ لَآَيَاتٍ لِقَوْمٍ يَعْقِلُونَ (4)﴾ (سورة الرعد)
قال الله تعالى: ﴿ أَوَلَمْ يَرَ الَّذِينَ كَفَرُوا أَنَّ السَّمَأوَاتِ وَالأَرْضَ كَانَتَا رَتْقًا فَفَتَقْنَاهُمَا وَجَعَلْنَا مِنَ الْمَاءِ كُلَّ شَيْءٍ حَيٍّ أَفَلا يُؤْمِنُونَ (30) وَجَعَلْنَا فِي الأَرْضِ رَوَاسِيَ أَنْ تَمِيدَ بِهِمْ وَجَعَلْنَا فِيهَا فِجَاجًا سُبُلاً لَعَلَّهُمْ يَهْتَدُونَ (31) وَجَعَلْنَا السَّمَاءَ سَقْفًا مَحْفُوظًا وَهُمْ عَنْ آَيَاتِهَا مُعْرِضُونَ (32) وَهُوَ الَّذِي خَلَقَ اللَّيْلَ وَالنَّهَارَ وَالشَّمْسَ وَالْقَمَرَ كُلٌّ فِي فَلَكٍ يَسْبَحُونَ (33)﴾ (سورة الأنبياء)
أما الآن أنظر إلى خلق ضعيف جدا من خلق الله ومع هذا كرمة الله ورفع قدرة وأرسل له رسله وأنزل له كتبه وقص علية من الأنباء بل تعجب بأنه خيره بين طاعته ومعصيته ووعده بالجنات والقرب منه تعالى لمن أطاعة والعذاب الأليم لمن عصاه إنه الإنسان خلق بديع من الخالق جل جلاله تميز عن المخلوقات بالعقل والتمييز والتركيب وتزداد إيمانا بعظمة الخالق الجليل عندما ترى أنه سخر لهذا الكائن الضعيف السماوات والأرض وأسبغ عليه نعمه ظاهرة وباطنه
قال الله تعالى: ﴿ وَمِنْ آَيَاتِهِ أَنْ خَلَقَكُمْ مِنْ تُرَابٍ ثُمَّ إِذَا أَنْتُمْ بَشَرٌ تَنْتَشِرُونَ (20) وَمِنْ آَيَاتِهِ أَنْ خَلَقَ لَكُمْ مِنْ أَنْفُسِكُمْ أَزْوَاجًا لِتَسْكُنُوا إِلَيْهَا وَجَعَلَ بَيْنَكُمْ مَوَدَّةً وَرَحْمَةً إِنَّ فِي ذَلِكَ لَآَيَاتٍ لِقَوْمٍ يَتَفَكَّرُونَ (21)﴾ (سورة الروم)
قال الله تعالى: ﴿ أَلَمْ تَرَوْا أَنَّ اللَّهَ سَخَّرَ لَكُمْ مَا فِي السَّمَأوَاتِ وَمَا فِي الأَرْضِ وَأَسْبَغَ عَلَيْكُمْ نِعَمَهُ ظَاهِرَةً وَبَاطِنَةً وَمِنَ النَّاسِ مَنْ يُجَادِلُ فِي اللَّهِ بِغَيْرِ عِلْمٍ وَلا هُدًى وَلا كِتَابٍ مُنِيرٍ (20)﴾ (سورة لقمان)
قال الله تعالى: ﴿ هُوَ الَّذِي خَلَقَكُمْ فَمِنْكُمْ كَافِرٌ وَمِنْكُمْ مُؤْمِنٌ وَاللَّهُ بِمَا تَعْمَلُونَ بَصِيرٌ (2) خَلَقَ السَّمَأوَاتِ وَالأَرْضَ بِالْحَقِّ وَصَوَّرَكُمْ فَأَحْسَنَ صُوَرَكُمْ وَإِلَيْهِ الْمَصِيرُ (3)﴾ (سورة التغابن)
قال الله تعالى: ﴿ فَاطِرُ السَّمَأوَاتِ وَالأَرْضِ جَعَلَ لَكُمْ مِنْ أَنْفُسِكُمْ أَزْوَاجًا وَمِنَ الأَنْعَامِ أَزْوَاجًا يَذْرَؤُكُمْ فِيهِ لَيْسَ كَمِثْلِهِ شَيْءٌ وَهُوَ السَّمِيعُ الْبَصِيرُ (11) لَهُ مَقَالِيدُ السَّمَأوَاتِ وَالأَرْضِ يَبْسُطُ الرِّزْقَ لِمَنْ يَشَاءُ وَيَقْدِرُ إِنَّهُ بِكُلِّ شَيْءٍ عَلِيمٌ (12)﴾ (سورة الشورى)

## الخالق يخلق خلقه بدون عناء أو جهد أو تعب أو لغوب
قال الله تعالى عن مريم بنت عمران رضي الله عنها: ﴿ قَالَتْ رَبِّ أَنَّى يَكُونُ لِي وَلَدٌ وَلَمْ يَمْسَسْنِي بَشَرٌ قَالَ كَذَلِكِ اللَّهُ يَخْلُقُ مَا يَشَاءُ إِذَا قَضَى أَمْرًا فَإِنَّمَا يَقُولُ لَهُ كُنْ فَيَكُونُ (47)﴾ (سورة آل عمران)
قال الله تعالى: ﴿ إِنَّمَا قَوْلُنَا لِشَيْءٍ إِذَا أَرَدْنَاهُ أَنْ نَقُولَ لَهُ كُنْ فَيَكُونُ (40)﴾ (سورة النحل)
قال الله تعالى: ﴿ مَا كَانَ لِلَّهِ أَنْ يَتَّخِذَ مِنْ وَلَدٍ سُبْحَانَهُ إِذَا قَضَى أَمْرًا فَإِنَّمَا يَقُولُ لَهُ كُنْ فَيَكُونُ (35)﴾ (سورة مريم)
قال الله تعالى: ﴿ إِنَّمَا أَمْرُهُ إِذَا أَرَادَ شَيْئًا أَنْ يَقُولَ لَهُ كُنْ فَيَكُونُ (82)﴾ (سورة يس)
قال الله تعالى: ﴿ هُوَ الَّذِي يُحْيِي وَيُمِيتُ فَإِذَا قَضَى أَمْرًا فَإِنَّمَا يَقُولُ لَهُ كُنْ فَيَكُونُ (68)﴾ (سورة غافر)
قال الله تعالى: ﴿ بَدِيعُ السَّمَأوَاتِ وَالأَرْضِ وَإِذَا قَضَى أَمْرًا فَإِنَّمَا يَقُولُ لَهُ كُنْ فَيَكُونُ (117)﴾ (سورة البقرة)
قال الله تعالى: ﴿ إِنَّ مَثَلَ عِيسَى عِنْدَ اللَّهِ كَمَثَلِ آَدَمَ خَلَقَهُ مِنْ تُرَابٍ ثُمَّ قَالَ لَهُ كُنْ فَيَكُونُ (59)﴾ (سورة آل عمران)
قال الله تعالى: ﴿ وَهُوَ الَّذِي خَلَقَ السَّمَأوَاتِ وَالأَرْضَ بِالْحَقِّ وَيَوْمَ يَقُولُ كُنْ فَيَكُونُ قَوْلُهُ الْحَقُّ وَلَهُ الْمُلْكُ يَوْمَ يُنْفَخُ فِي الصُّورِ عَالِمُ الْغَيْبِ وَالشَّهَادَةِ وَهُوَ الْحَكِيمُ الْخَبِيرُ (73)﴾ (سورة الأنعام)
قال الله تعالى: ﴿ مَا خَلْقُكُمْ وَلا بَعْثُكُمْ إِلاً كَنَفْسٍ وَاحِدَةٍ إِنَّ اللَّهَ سَمِيعٌ بَصِيرٌ (28)﴾ (سورة لقمان)
قال الله تعالى: ﴿ وَلَقَدْ خَلَقْنَا السَّمَأوَاتِ وَالأَرْضَ وَمَا بَيْنَهُمَا فِي سِتَّةِ أَيَّامٍ وَمَا مَسَّنَا مِنْ لُغُوبٍ (38)﴾ (سورة ق)
أخرج عبد الرزاق وابن جرير وابن المنذر عن قتادة قال: قالت اليهود: إن الله خلق الخلق في ستة أيام وفرغ من الخلق يوم الجمعة واستراح يوم السبت فأكذبهم الله في ذلك فقال { وما مسنا من لغوب }.

## الخالق سبحانه يخلق ما يشاء وقت ما يشاء كيفما يشاء
بحسب الإسلام فإن الله الخالق سبحانه وتعالى قادر على أن يخلق ما يشاء من الخلق لا يستعصي عليه شي فقد خلق الملائكة من نور وخلق الجان من نار السموم وخلق الإنسان من صلصال من حمإ مسنون إنها قدرة الخالق العظيم الفعال لما يريد.
قال الله تعالى: ﴿ لِلَّهِ مُلْكُ السَّمَأوَاتِ وَالأَرْضِ يَخْلُقُ مَا يَشَاءُ يَهَبُ لِمَنْ يَشَاءُ إِنَاثًا وَيَهَبُ لِمَنْ يَشَاءُ الذُّكُورَ (49) أَوْ يُزَوِّجُهُمْ ذُكْرَانًا وَإِنَاثًا وَيَجْعَلُ مَنْ يَشَاءُ عَقِيمًا إِنَّهُ عَلِيمٌ قَدِيرٌ (50)﴾ (سورة الشورى)
قال الله تعالى: ﴿ وَاللَّهُ خَلَقَ كُلَّ دَابَّةٍ مِنْ مَاءٍ فَمِنْهُمْ مَنْ يَمْشِي عَلَى بَطْنِهِ وَمِنْهُمْ مَنْ يَمْشِي عَلَى رِجْلَيْنِ وَمِنْهُمْ مَنْ يَمْشِي عَلَى أَرْبَعٍ يَخْلُقُ اللَّهُ مَا يَشَاءُ إِنَّ اللَّهَ عَلَى كُلِّ شَيْءٍ قَدِيرٌ (45)﴾ (سورة النور)
قال الله تعالى: ﴿ اللَّهُ الَّذِي يُرْسِلُ الرِّيَاحَ فَتُثِيرُ سَحَابًا فَيَبْسُطُهُ فِي السَّمَاءِ كَيْفَ يَشَاءُ وَيَجْعَلُهُ كِسَفًا فَتَرَى الْوَدْقَ يَخْرُجُ مِنْ خِلالِهِ فَإِذَا أَصَابَ بِهِ مَنْ يَشَاءُ مِنْ عِبَادِهِ إِذَا هُمْ يَسْتَبْشِرُونَ (48)﴾ (سورة الروم)
قال الله تعالى: ﴿ هُوَ الَّذِي يُصَوِّرُكُمْ فِي الأَرْحَامِ كَيْفَ يَشَاءُ لا إِلَهَ إِلاً هُوَ الْعَزِيزُ الْحَكِيمُ (6)﴾ (سورة آل عمران)
قال الله تعالى: ﴿ قَالَ رَبِّ أَنَّى يَكُونُ لِي غُلامٌ وَقَدْ بَلَغَنِيَ الْكِبَرُ وَامْرَأَتِي عَاقِرٌ قَالَ كَذَلِكَ اللَّهُ يَفْعَلُ مَا يَشَاءُ (40)﴾ (سورة آل عمران)
قال الله تعالى: ﴿ قَالَتْ رَبِّ أَنَّى يَكُونُ لِي وَلَدٌ وَلَمْ يَمْسَسْنِي بَشَرٌ قَالَ كَذَلِكِ اللَّهُ يَخْلُقُ مَا يَشَاءُ إِذَا قَضَى أَمْرًا فَإِنَّمَا يَقُولُ لَهُ كُنْ فَيَكُونُ (47)﴾ (سورة آل عمران)
قال الله تعالى: ﴿ لَقَدْ كَفَرَ الَّذِينَ قَالُوا إِنَّ اللَّهَ هُوَ الْمَسِيحُ ابْنُ مَرْيَمَ قُلْ فَمَنْ يَمْلِكُ مِنَ اللَّهِ شَيْئًا إِنْ أَرَادَ أَنْ يُهْلِكَ الْمَسِيحَ ابْنَ مَرْيَمَ وَأُمَّهُ وَمَنْ فِي الأَرْضِ جَمِيعًا وَلِلَّهِ مُلْكُ السَّمَأوَاتِ وَالأَرْضِ وَمَا بَيْنَهُمَا يخْلُقُ مَا يَشَاءُ وَاللَّهُ عَلَى كُلِّ شَيْءٍ قَدِيرٌ (17)﴾ (سورة المائدة)
قال الله تعالى: ﴿ وَرَبُّكَ يَخْلُقُ مَا يَشَاءُ وَيَخْتَارُ مَا كَانَ لَهُمُ الْخِيَرَةُ سُبْحَانَ اللَّهِ وَتَعَالَى عَمَّا يُشْرِكُونَ (68)﴾ (سورة القصص)
قال الله تعالى: ﴿ الْحَمْدُ لِلَّهِ فَاطِرِ السَّمَأوَاتِ وَالأَرْضِ جَاعِلِ الْمَلائِكَةِ رُسُلاً أُولِي أَجْنِحَةٍ مَثْنَى وَثُلاثَ وَرُبَاعَ يَزِيدُ فِي الْخَلْقِ مَا يَشَاءُ إِنَّ اللَّهَ عَلَى كُلِّ شَيْءٍ قَدِيرٌ (1)﴾ (سورة فاطر)

## الخالق يسخر بعض مخلوقاته لبعض مخلوقاته
قال الله تعالى: ﴿ اللَّهُ الَّذِي خَلَقَ السَّمَأوَاتِ وَالأَرْضَ وَأَنْزَلَ مِنَ السَّمَاءِ مَاءً فَأَخْرَجَ بِهِ مِنَ الثَّمَرَاتِ رِزْقًا لَكُمْ وَسَخَّرَ لَكُمُ الْفُلْكَ لِتَجْرِيَ فِي الْبَحْرِ بِأَمْرِهِ وَسَخَّرَ لَكُمُ الأَنْهَارَ (32) وَسَخَّرَ لَكُمُ الشَّمْسَ وَالْقَمَرَ دَائِبَيْنِ وَسَخَّرَ لَكُمُ اللَّيْلَ وَالنَّهَارَ (33)﴾ (سورة إبراهيم)
قال الله تعالى: ﴿ هُوَ الَّذِي أَنْزَلَ مِنَ السَّمَاءِ مَاءً لَكُمْ مِنْهُ شَرَابٌ وَمِنْهُ شَجَرٌ فِيهِ تُسِيمُونَ (10) يُنْبِتُ لَكُمْ بِهِ الزَّرْعَ وَالزَّيْتُونَ وَالنَّخِيلَ وَالأَعْنَابَ وَمِنْ كُلِّ الثَّمَرَاتِ إِنَّ فِي ذَلِكَ لَآَيَةً لِقَوْمٍ يَتَفَكَّرُونَ (11) وَسَخَّرَ لَكُمُ اللَّيْلَ وَالنَّهَارَ وَالشَّمْسَ وَالْقَمَرَ وَالنُّجُومُ مُسَخَّرَاتٌ بِأَمْرِهِ إِنَّ فِي ذَلِكَ لَآَيَاتٍ لِقَوْمٍ يَعْقِلُونَ (12) وَمَا ذَرَأَ لَكُمْ فِي الأَرْضِ مُخْتَلِفًا أَلْوَانُهُ إِنَّ فِي ذَلِكَ لَآَيَةً لِقَوْمٍ يَذَّكَّرُونَ (13) وَهُوَ الَّذِي سَخَّرَ الْبَحْرَ لِتَأْكُلُوا مِنْهُ لَحْمًا طَرِيًّا وَتَسْتَخْرِجُوا مِنْهُ حِلْيَةً تَلْبَسُونَهَا وَتَرَى الْفُلْكَ مَوَاخِرَ فِيهِ وَلِتَبْتَغُوا مِنْ فَضْلِهِ وَلَعَلَّكُمْ تَشْكُرُونَ (14)﴾ (سورة النحل)
قال الله تعالى: ﴿ وَالأَنْعَامَ خَلَقَهَا لَكُمْ فِيهَا دِفْءٌ وَمَنَافِعُ وَمِنْهَا تَأْكُلُونَ (5) وَلَكُمْ فِيهَا جَمَالٌ حِينَ تُرِيحُونَ وَحِينَ تَسْرَحُونَ (6) وَتَحْمِلُ أَثْقَالَكُمْ إِلَى بَلَدٍ لَمْ تَكُونُوا بَالِغِيهِ إِلاً بِشِقِّ الأَنْفُسِ إِنَّ رَبَّكُمْ لَرَءُوفٌ رَحِيمٌ (7) وَالْخَيْلَ وَالْبِغَالَ وَالْحَمِيرَ لِتَرْكَبُوهَا وَزِينَةً وَيَخْلُقُ مَا لا تَعْلَمُونَ (8)﴾ (سورة النحل)
قال الله تعالى: ﴿ اللَّهُ الَّذِي سَخَّرَ لَكُمُ الْبَحْرَ لِتَجْرِيَ الْفُلْكُ فِيهِ بِأَمْرِهِ وَلِتَبْتَغُوا مِنْ فَضْلِهِ وَلَعَلَّكُمْ تَشْكُرُونَ (12) وَسَخَّرَ لَكُمْ مَا فِي السَّمَأوَاتِ وَمَا فِي الأَرْضِ جَمِيعًا مِنْهُ إِنَّ فِي ذَلِكَ لَآَيَاتٍ لِقَوْمٍ يَتَفَكَّرُونَ (13)﴾ (سورة الجاثية)
قال الله تعالى: ﴿ أَلَمْ تَرَ أَنَّ اللَّهَ سَخَّرَ لَكُمْ مَا فِي الأَرْضِ وَالْفُلْكَ تَجْرِي فِي الْبَحْرِ بِأَمْرِهِ وَيُمْسِكُ السَّمَاءَ أَنْ تَقَعَ عَلَى الأَرْضِ إِلاً بِإِذْنِهِ إِنَّ اللَّهَ بِالنَّاسِ لَرَءُوفٌ رَحِيمٌ (65)﴾ (سورة الحج)
قال الله تعالى: ﴿ أَلَمْ تَرَوْا أَنَّ اللَّهَ سَخَّرَ لَكُمْ مَا فِي السَّمَأوَاتِ وَمَا فِي الأَرْضِ وَأَسْبَغَ عَلَيْكُمْ نِعَمَهُ ظَاهِرَةً وَبَاطِنَةً وَمِنَ النَّاسِ مَنْ يُجَادِلُ فِي اللَّهِ بِغَيْرِ عِلْمٍ وَلا هُدًى وَلا كِتَابٍ مُنِيرٍ (20)﴾ (سورة لقمان)
قال الله تعالى: ﴿ وَالَّذِي خَلَقَ الأَزْوَاجَ كُلَّهَا وَجَعَلَ لَكُمْ مِنَ الْفُلْكِ وَالأَنْعَامِ مَا تَرْكَبُونَ (12) لِتَسْتَوُوا عَلَى ظُهُورِهِ ثُمَّ تَذْكُرُوا نِعْمَةَ رَبِّكُمْ إِذَا اسْتَوَيْتُمْ عَلَيْهِ وَتَقُولُوا سُبْحَانَ الَّذِي سَخَّرَ لَنَا هَذَا وَمَا كُنَّا لَهُ مُقْرِنِينَ (13)﴾ (سورة الزخرف)
قال الله تعالى: ﴿ يَسْأَلُونَكَ مَإذَا أُحِلَّ لَهُمْ قُلْ أُحِلَّ لَكُمُ الطَّيِّبَاتُ وَمَا عَلَّمْتُمْ مِنَ الْجَوَارِحِ مُكَلِّبِينَ تُعَلِّمُونَهُنَّ مِمَّا عَلَّمَكُمُ اللَّهُ فَكُلُوا مِمَّا أَمْسَكْنَ عَلَيْكُمْ وَإذْكُرُوا اسْمَ اللَّهِ عَلَيْهِ وَاتَّقُوا اللَّهَ إِنَّ اللَّهَ سَرِيعُ الْحِسَابِ (4)﴾ (سورة المائدة)
قال الله تعالى: ﴿ وَاللَّهُ جَعَلَ لَكُمْ مِنْ بُيُوتِكُمْ سَكَنًا وَجَعَلَ لَكُمْ مِنْ جُلُودِ الأَنْعَامِ بُيُوتًا تَسْتَخِفُّونَهَا يَوْمَ ظَعْنِكُمْ وَيَوْمَ إِقَامَتِكُمْ وَمِنْ أَصْوَافِهَا وَأَوْبَارِهَا وَأَشْعَارِهَا أَثَاثًا وَمَتَاعًا إِلَى حِينٍ (80) وَاللَّهُ جَعَلَ لَكُمْ مِمَّا خَلَقَ ظِلالاً وَجَعَلَ لَكُمْ مِنَ الْجِبَالِ أَكْنَانًا وَجَعَلَ لَكُمْ سَرَابِيلَ تَقِيكُمُ الْحَرَّ وَسَرَابِيلَ تَقِيكُمْ بَأْسَكُمْ كَذَلِكَ يُتِمُّ نِعْمَتَهُ عَلَيْكُمْ لَعَلَّكُمْ تُسْلِمُونَ (81)﴾ (سورة النحل)
قال الله تعالى: ﴿ وَإِنَّ لَكُمْ فِي الأَنْعَامِ لَعِبْرَةً نُسْقِيكُمْ مِمَّا فِي بُطُونِهَا وَلَكُمْ فِيهَا مَنَافِعُ كَثِيرَةٌ وَمِنْهَا تَأْكُلُونَ (21) وَعَلَيْهَا وَعَلَى الْفُلْكِ تُحْمَلُونَ (22)﴾ (سورة المؤمنون)
قال الله تعالى: ﴿ هُوَ الَّذِي جَعَلَ لَكُمُ الأَرْضَ ذَلُولاً فَامْشُوا فِي مَنَاكِبِهَا وَكُلُوا مِنْ رِزْقِهِ وَإِلَيْهِ النُّشُورُ (15)﴾ (سورة الملك)
قال الله تعالى: ﴿ وَهُوَ الَّذِي جَعَلَ لَكُمُ النُّجُومَ لِتَهْتَدُوا بِهَا فِي ظُلُمَاتِ الْبَرِّ وَالْبَحْرِ قَدْ فَصَّلْنَا الأَيَاتِ لِقَوْمٍ يَعْلَمُونَ (97)﴾ (سورة الأنعام)
قال الله تعالى: ﴿ الَّذِي جَعَلَ لَكُمُ الأَرْضَ مَهْدًا وَسَلَكَ لَكُمْ فِيهَا سُبُلاً وَأَنْزَلَ مِنَ السَّمَاءِ مَاءً فَأَخْرَجْنَا بِهِ أَزْوَاجًا مِنْ نَبَاتٍ شَتَّى (53) كُلُوا وَارْعَوْا أَنْعَامَكُمْ إِنَّ فِي ذَلِكَ لَآَيَاتٍ لِأُولِي النُّهَى (54)﴾ (سورة طه)
قال الله تعالى: ﴿ وَالأَرْضَ مَدَدْنَاهَا وَأَلْقَيْنَا فِيهَا رَوَاسِيَ وَأَنْبَتْنَا فِيهَا مِنْ كُلِّ شَيْءٍ مَوْزُونٍ (19) وَجَعَلْنَا لَكُمْ فِيهَا مَعَايِشَ وَمَنْ لَسْتُمْ لَهُ بِرَازِقِينَ (20)﴾ (سورة الحجر)
قال الله تعالى: ﴿ فَلْيَنْظُرِ الإنْسَانُ إِلَى طَعَامِهِ (24) أَنَّا صَبَبْنَا الْمَاءَ صَبًّا (25) ثُمَّ شَقَقْنَا الأَرْضَ شَقًّا (26) فَأَنْبَتْنَا فِيهَا حَبًّا (27) وَعِنَبًا وَقَضْبًا (28) وَزَيْتُونًا وَنَخْلاً (29) وَحَدَائِقَ غُلْبًا (30) وَفَاكِهَةً وَأَبًّا (31) مَتَاعًا لَكُمْ وَلأنْعَامِكُمْ (32)﴾ (سورة عبس)
قال الله تعالى: ﴿ أَأَنْتُمْ أَشَدُّ خَلْقًا أَمِ السَّمَاءُ بَنَاهَا (27) رَفَعَ سَمْكَهَا فَسَوَّاهَا (28) وَأَغْطَشَ لَيْلَهَا وَأَخْرَجَ ضُحَاهَا (29) وَالأَرْضَ بَعْدَ ذَلِكَ دَحَاهَا (30) أَخْرَجَ مِنْهَا مَاءَهَا وَمَرْعَاهَا (31) وَالْجِبَالَ أَرْسَاهَا (32) مَتَاعًا لَكُمْ وَلأنْعَامِكُمْ (33)﴾ (سورة النازعات)

## قل سيروا في الأرض فأنظروا كيف بدأ الخلق؟
قال الله تعالى: ﴿ قُلْ سِيرُوا فِي الأَرْضِ فَانْظُرُوا كَيْفَ بَدَأَ الْخَلْقَ ثُمَّ اللَّهُ يُنْشِئُ النَّشْأَةَ الأَخِرَةَ إِنَّ اللَّهَ عَلَى كُلِّ شَيْءٍ قَدِيرٌ (20)﴾ (سورة العنكبوت)
قال الله تعالى: ﴿ أَفَلا يَنْظُرُونَ إِلَى الإبِلِ كَيْفَ خُلِقَتْ (17) وَإِلَى السَّمَاءِ كَيْفَ رُفِعَتْ (18) وَإِلَى الْجِبَالِ كَيْفَ نُصِبَتْ (19) وَإِلَى الأَرْضِ كَيْفَ سُطِحَتْ (20) فَذَكِّرْ إِنَّمَا أَنْتَ مُذَكِّرٌ (21)﴾ (سورة الغاشية)
قال الله تعالى: ﴿ أَوَلَمْ يَسِيرُوا فِي الأَرْضِ فَيَنْظُرُوا كَيْفَ كَانَ عَاقِبَةُ الَّذِينَ مِنْ قَبْلِهِمْ وَكَانُوا أَشَدَّ مِنْهُمْ قُوَّةً وَمَا كَانَ اللَّهُ لِيُعْجِزَهُ مِنْ شَيْءٍ فِي السَّمَأوَاتِ وَلا فِي الأَرْضِ إِنَّهُ كَانَ عَلِيمًا قَدِيرًا (44)﴾ (سورة فاطر)
قال الله تعالى: ﴿ أَوَلَمْ يَنْظُرُوا فِي مَلَكُوتِ السَّمَأوَاتِ وَالأَرْضِ وَمَا خَلَقَ اللَّهُ مِنْ شَيْءٍ وَأَنْ عَسَى أَنْ يَكُونَ قَدِ اقْتَرَبَ أَجَلُهُمْ فَبِأَيِّ حَدِيثٍ بَعْدَهُ يُؤْمِنُونَ (185)﴾ (سورة الأعراف)
قال الله تعالى: ﴿ وَكَأَيِّنْ مِنْ آَيَةٍ فِي السَّمَأوَاتِ وَالأَرْضِ يَمُرُّونَ عَلَيْهَا وَهُمْ عَنْهَا مُعْرِضُونَ (105)﴾ (سورة يوسف)
قال الله تعالى: ﴿ أَلَمْ تَرَ أَنَّ اللَّهَ أَنْزَلَ مِنَ السَّمَاءِ مَاءً فَأَخْرَجْنَا بِهِ ثَمَرَاتٍ مُخْتَلِفًا أَلْوَانُهَا وَمِنَ الْجِبَالِ جُدَدٌ بِيضٌ وَحُمْرٌ مُخْتَلِفٌ أَلْوَانُهَا وَغَرَابِيبُ سُودٌ (27) وَمِنَ النَّاسِ وَالدَّوَابِّ وَالأَنْعَامِ مُخْتَلِفٌ أَلْوَانُهُ كَذَلِكَ إِنَّمَا يَخْشَى اللَّهَ مِنْ عِبَادِهِ الْعُلَمَاءُ إِنَّ اللَّهَ عَزِيزٌ غَفُورٌ (28)﴾ (سورة فاطر)
قال الله تعالى: ﴿ أَلَمْ يَرَوْا أَنَّا جَعَلْنَا اللَّيْلَ لِيَسْكُنُوا فِيهِ وَالنَّهَارَ مُبْصِرًا إِنَّ فِي ذَلِكَ لَآَيَاتٍ لِقَوْمٍ يُؤْمِنُونَ (86)﴾ (سورة النمل)
قال الله تعالى: ﴿ وَتَرَى الْجِبَالَ تَحْسَبُهَا جَامِدَةً وَهِيَ تَمُرُّ مَرَّ السَّحَابِ صُنْعَ اللَّهِ الَّذِي أَتْقَنَ كُلَّ شَيْءٍ إِنَّهُ خَبِيرٌ بِمَا تَفْعَلُونَ (88)﴾ (سورة النمل)
يحثنا الله تبارك وتعالى على التفكر في مخلوقاته وعظمتها وكمال قدرته ولا يعرف كيف بدأ الخلق إلا الله سبحانه وتعالى وقد أخبر رسول الله صلى الله عليه وسلم ببعض ما أوحي إليه عن بداية الخلق نستعرض بعض ما جاء عن رسولنا الكريم عن بداية الخلق فهو عليه الصلاة والسلام الصادق المصدوق ولا ينطق عن الهوى أو الظن أو الخيال أو الفلسفة بل كل ما قال رسولنا الكريم هو حق اليقين نؤمن بما جاء به كله حتى لو لم تصل إليه عقولنا فالعيب قد يصل إلى عقولنا ولكن لا يصل أبداً إلى رسولنا عليه الصلاة والسلام

### خلق القلموالعرشوالكرسيوالماءوالملائكةواللوح المحفوظ

#### بعض ماورد في القرآن الكريم من الخالق عز وجل عن خلق القلم والعرش والكرسي والماء والملائكة واللوح المحفوظ
قال الله تعالى: ﴿ الْحَمْدُ لِلَّهِ فَاطِرِ السَّماوَاتِ وَالْأَرْضِ جَاعِلِ الْمَلَائِكَةِ رُسُلًا أُولِي أَجْنِحَةٍ مَثْنَى وَثُلَاثَ وَرُبَاعَ يَزِيدُ فِي الْخَلْقِ مَا يَشَاءُ إِنَّ اللَّهَ عَلَى كُلِّ شَيْءٍ قَدِيرٌ (1) ﴾ (سورة فاطر)
قال الله تعالى: ﴿ وَتَرَى الْمَلَائِكَةَ حَافِّينَ مِنْ حَوْلِ الْعَرْشِ يُسَبِّحُونَ بِحَمْدِ رَبِّهِمْ وَقُضِيَ بَيْنَهُمْ بِالْحَقِّ وَقِيلَ الْحَمْدُ لِلَّهِ رَبِّ الْعَالَمِينَ (75)﴾ (سورة الزمر)
قال الله تعالى : ﴿ الَّذِينَ يَحْمِلُونَ الْعَرْشَ وَمَنْ حَوْلَهُ يُسَبِّحُونَ بِحَمْدِ رَبِّهِمْ وَيُؤْمِنُونَ بِهِ وَيَسْتَغْفِرُونَ لِلَّذِينَ آَمَنُوا رَبَّنَا وَسِعْتَ كُلَّ شَيْءٍ رَحْمَةً وَعِلْمًا فَاغْفِرْ لِلَّذِينَ تَابُوا وَاتَّبَعُوا سَبِيلَكَ وَقِهِمْ عَذَابَ الْجَحِيمِ (7) ﴾ (سورة غافر)
قال الله تعالى : ﴿ وَهُوَ الَّذِي خَلَقَ السَّمَأوَاتِ وَالْأَرْضَ فِي سِتَّةِ أَيَّامٍ وَكَانَ عَرْشُهُ عَلَى الْمَاءِ لِيَبْلُوَكُمْ أَيُّكُمْ أَحْسَنُ عَمَلًا وَلَئِنْ قُلْتَ إِنَّكُمْ مَبْعُوثُونَ مِنْ بَعْدِ الْمَوْتِ لَيَقُولَنَّ الَّذِينَ كَفَرُوا إِنْ هَذَا إِلَّا سِحْرٌ مُبِينٌ (7)﴾ (سورة هود)
قال الله تعالى : ﴿ الرَّحْمَنُ عَلَى الْعَرْشِ اسْتَوَى (5)﴾ (سورة طه)
قال الله تعالى : ﴿ رَفِيعُ الدَّرَجَاتِ ذُو الْعَرْشِ يُلْقِي الرُّوحَ مِنْ أَمْرِهِ عَلَى مَنْ يَشَاءُ مِنْ عِبَادِهِ لِيُنْذِرَ يَوْمَ التَّلَاقِ (15)﴾ (سورة غافر)
قال الله تعالى : ﴿ وَالْمَلَكُ عَلَى أَرْجَائِهَا وَيَحْمِلُ عَرْشَ رَبِّكَ فَوْقَهُمْ يَوْمَئِذٍ ثَمَانِيَةٌ (17)﴾ (سورة الحاقة)
قال الله تعالى : ﴿ ذُو الْعَرْشِ الْمَجِيدُ (15)﴾ (سورة البروج)
قال الله تعالى : ﴿ ن وَالْقَلَمِ وَمَا يَسْطُرُونَ (1)﴾ (سورة القلم)
قال الله تعالى : ﴿ يَمْحُوا اللَّهُ مَا يَشَاءُ وَيُثْبِتُ وَعِنْدَهُ أُمُّ الْكِتَابِ (39)﴾ (سورة الرعد)
قال الله تعالى : ﴿ إِنَّا جَعَلْنَاهُ قُرْآَنًا عَرَبِيًّا لَعَلَّكُمْ تَعْقِلُونَ (3) وَإِنَّهُ فِي أُمِّ الْكِتَابِ لَدَيْنَا لَعَلِيٌّ حَكِيمٌ (4)﴾ (سورة الزخرف)
قال الله تعالى : ﴿ أَمْ خَلَقْنَا الْمَلَائِكَةَ إِنَاثًا وَهُمْ شَاهِدُونَ (150)﴾ (سورة الصافات)
قال الله تعالى : ﴿ وَجَعَلُوا الْمَلَائِكَةَ الَّذِينَ هُمْ عِبَادُ الرَّحْمَنِ إِنَاثًا أَشَهِدُوا خَلْقَهُمْ سَتُكْتَبُ شَهَادَتُهُمْ وَيُسْأَلُونَ (19)﴾ (سورة الزخرف)

#### بعض ماورد في السنة والأثر عن خلق القلموالعرشوالكرسيوالماءوالملائكةواللوح المحفوظ
- روى البخاري عن عمران بن حصين: قال قال أهل اليمن لرسول الله صلى الله عليه وسلم «جئناك لنتفقه في الدين ولنسألك عن أول هذا الأمر فقال كان الله ولم يكن شيء قبله (وفي رواية معه، وفي رواية غيره) وكان عرشه على الماء. وكتب في الذكر كل شيء وخلق السموات والأرض» وفي لفظ: ثم خلق السموات والأرض.
- روى مسلم في صحيحه عن عبد الله بن عمرو بن العاص قال: سمعت رسول الله صلى الله عليه وسلم يقول «كتب الله مقادير الخلائق قبل أن يخلق السموات والأرض بخمسين ألف سنة، قال وعرشه على الماء».
- روى الإمام أحمد، وأبو داود والترمذي عن عبادة بن الصامت رضي الله عنه : قال قال رسول الله صلى الله عليه وسلم «إن أول ما خلق الله القلم. ثم قال له أكتب، فجرى في تلك الساعة بما هو كائن إلى يوم القيامة»
- روى الإمام أحمد وأبو داود وابن ماجة والترمذي عن عباس بن عبد المطلب قال: كنا جلوسا مع رسول الله صلى الله عليه وسلم بالبطحاء فمرت سحابة فقال رسول الله صلى الله عليه وسلم (أتدرون ما هذا قال قلنا السحاب قال والمزن قال قلنا والمزن قال والعنان قال فسكتنا فقال هل تدرون كم بين السماء والأرض قال قلنا الله ورسوله أعلم. قال بينهما مسيرة خمسمائة سنة ومن كل سماء إلى سماء مسيرة خمسمائة سنة، وكشف كل سماء مسيرة خمسمائة سنة وفوق السماء السابعة بحر بين أسفله وأعلاه كما بين السماء والأرض، ثم فوق ذلك ثمانية أو عال بين ركبهن وأظلافهن كما بين السماء والأرض ثم على ظهورهم العرش بين أسفله وأعلاه كما بين السماء والأرض والله فوق ذلك وليس يخفى عليه من أعمال بني آدم شيء ".
- روى أبو داود عن جابر بن عبد الله أن النبي صلى الله عليه وسلم قال " أذن لي أن أحدث عن ملك من ملائكة الله عز وجل من حملة العرش أن ما بين شحمة أذنه إلى عاتقه مسيرة سبعمائة عام.
- روى ابن جرير حدثني يونس حدثنا ابن وهب قال: قال ابن زيد حدثني أبي قال: قال رسول الله صلى الله عليه وسلم: «ما السموات السبع في الكرسي إلا كدراهم سبعة ألقيت في ترس» قال وقال أبو ذر سمعت رسول الله صلى الله عليه وسلم يقول «ما الكرسي في العرش إلا كحلقة من حديد ألقيت بين ظهري فلاة من الأرض»
- عن أبي ذر الغفاري أنه سأل رسول الله صلى الله عليه وسلم عن الكرسي فقال رسول الله صلى الله عليه وسلم " والذي نفسي بيده ما السموات السبع والأراضون السبع عند الكرسي إلا كحلقة ملقاة بأرض فلاة وإن فضل العرش على الكرسي كفضل الفلاة على تلك الحلقة
- عن الزهرى عن عروة عن عائشة قالت قال رسول الله صلى الله عليه وسلم «خلقت الملائكة من نور وخلق الجان من نار وخلق آدم مما قد وصف لكم»
- عن ابن عباس أن نبي الله صلى الله عليه وسلم قال «ان الله خلق لوحا محفوظا من درة بيضاء صفحاتها من ياقوتة حمراء، قلمه نور وكتابه نور لله فيه في كل يوم ستون وثلاثمائة لحظة يخلق ويرزق ويميت ويحيى ويعز ويذل ويفعل ما يشاء»
- عن مجاهد عن ابن عباس قال «إن في صدر اللوح لا إله إلا الله وحده دينه الإسلام ومحمد عبده ورسوله. فمن آمن بالله وصدق بوعده واتبع رسله أدخله الجنة» قال «واللوح المحفوظ لوح من درة بيضاء طوله ما بين السماء والأرض، وعرضه ما بين المشرق والمغرب. وحافتاه الدر والياقوت، ودفتاه ياقوتة حمراء، وقلمه نور، وكلامه معقود بالعرش، واصله في حجر ملك»

### خلق السماوات والأرض وأقواتها والليل والنهار والشمس والقمر والنجوم
نستعرض هنا بعضاً مما جاء عن بعض مخلوقات الله الأولى العظيمة ومنها خلق السماوات والأرض وأقواتها والليل والنهار والشمس والقمر والنجوم

#### بعض ماورد في القرآن الكريم من الخالق عز وجل عن خلق السماوات والأرض وأقواتها والليل والنهار والشمس والقمر والنجوم
قال الله تعالى : ﴿  أَأَنْتُمْ أَشَدُّ خَلْقًا أَمِ السَّمَاءُ بَنَاهَا (27) رَفَعَ سَمْكَهَا فَسَوَّاهَا (28) وَأَغْطَشَ لَيْلَهَا وَأَخْرَجَ ضُحَاهَا (29) وَالأَرْضَ بَعْدَ ذَلِكَ دَحَاهَا (30) أَخْرَجَ مِنْهَا مَاءَهَا وَمَرْعَاهَا (31) وَالْجِبَالَ أَرْسَاهَا (32) مَتَاعًا لَكُمْ وَلأنْعَامِكُمْ (33)﴾ (سورة النازعات)
قال الله تعالى : ﴿ اللَّهُ الَّذِي رَفَعَ السَّمَأوَاتِ بِغَيْرِ عَمَدٍ تَرَوْنَهَا ثُمَّ اسْتَوَى عَلَى الْعَرْشِ وَسَخَّرَ الشَّمْسَ وَالْقَمَرَ كُلٌّ يَجْرِي لأجَلٍ مُسَمًّى يُدَبِّرُ الأَمْرَ يُفَصِّلُ الأَيَاتِ لَعَلَّكُمْ بِلِقَاءِ رَبِّكُمْ تُوقِنُونَ (2) وَهُوَ الَّذِي مَدَّ الأَرْضَ وَجَعَلَ فِيهَا رَوَاسِيَ وَأَنْهَارًا وَمِنْ كُلِّ الثَّمَرَاتِ جَعَلَ فِيهَا زَوْجَيْنِ اثْنَيْنِ يُغْشِي اللَّيْلَ النَّهَارَ إِنَّ فِي ذَلِكَ لَآَيَاتٍ لِقَوْمٍ يَتَفَكَّرُونَ (3) وَفِي الأَرْضِ قِطَعٌ مُتَجَأوِرَاتٌ وَجَنَّاتٌ مِنْ أَعْنَابٍ وَزَرْعٌ وَنَخِيلٌ صِنْوَانٌ وَغَيْرُ صِنْوَانٍ يُسْقَى بِمَاءٍ وَاحِدٍ وَنُفَضِّلُ بَعْضَهَا عَلَى بَعْضٍ فِي الْأُكُلِ إِنَّ فِي ذَلِكَ لَآَيَاتٍ لِقَوْمٍ يَعْقِلُونَ (4)﴾ (سورة الرعد)
قال الله تعالى : ﴿ إِنَّ فِي خَلْقِ السَّمَأوَاتِ وَالأَرْضِ وَاخْتِلافِ اللَّيْلِ وَالنَّهَارِ لَآَيَاتٍ لِأُولِي الأَلْبَابِ (190) الَّذِينَ يَذْكُرُونَ اللَّهَ قِيَامًا وَقُعُودًا وَعَلَى جُنُوبِهِمْ وَيَتَفَكَّرُونَ فِي خَلْقِ السَّمَأوَاتِ وَالأَرْضِ رَبَّنَا مَا خَلَقْتَ هَذَا بَاطِلاً سُبْحَانَكَ فَقِنَا عَذَابَ النَّارِ (191)﴾ (سورة آل عمران)
قال الله تعالى : ﴿ وَلَئِنْ سَأَلْتَهُمْ مَنْ خَلَقَ السَّمَأوَاتِ وَالأَرْضَ لَيَقُولُنَّ اللَّهُ قُلِ الْحَمْدُ لِلَّهِ بَلْ أَكْثَرُهُمْ لا يَعْلَمُونَ (25) لِلَّهِ مَا فِي السَّمَأوَاتِ وَالأَرْضِ إِنَّ اللَّهَ هُوَ الْغَنِيُّ الْحَمِيدُ (26)﴾ (سورة لقمان)
قال الله تعالى : ﴿ الْحَمْدُ لِلَّهِ الَّذِي خَلَقَ السَّمَأوَاتِ وَالأَرْضَ وَجَعَلَ الظُّلُمَاتِ وَالنُّورَ ثُمَّ الَّذِينَ كَفَرُوا بِرَبِّهِمْ يَعْدِلُونَ (1) هُوَ الَّذِي خَلَقَكُمْ مِنْ طِينٍ ثُمَّ قَضَى أَجَلاً وَأَجَلٌ مُسَمًّى عِنْدَهُ ثُمَّ أَنْتُمْ تَمْتَرُونَ (2)﴾ (سورة الأنعام)
قال الله تعالى : ﴿ مَا خَلَقْنَا السَّمَأوَاتِ وَالأَرْضَ وَمَا بَيْنَهُمَا إِلاً بِالْحَقِّ وَأَجَلٍ مُسَمًّى وَالَّذِينَ كَفَرُوا عَمَّا أُنْذِرُوا مُعْرِضُونَ (3)﴾ (سورة الأحقاف)
قال الله تعالى : ﴿ إِنَّ اللَّهَ يُمْسِكُ السَّمَأوَاتِ وَالأَرْضَ أَنْ تَزُولا وَلَئِنْ زَالَتَا إِنْ أَمْسَكَهُمَا مِنْ أَحَدٍ مِنْ بَعْدِهِ إِنَّهُ كَانَ حَلِيمًا غَفُورًا (41)﴾ (سورة فاطر)
قال الله تعالى : ﴿ هُوَ الَّذِي خَلَقَ السَّمَأوَاتِ وَالأَرْضَ فِي سِتَّةِ أَيَّامٍ ثُمَّ اسْتَوَى عَلَى الْعَرْشِ يَعْلَمُ مَا يَلِجُ فِي الأَرْضِ وَمَا يَخْرُجُ مِنْهَا وَمَا يَنْزِلُ مِنَ السَّمَاءِ وَمَا يَعْرُجُ فِيهَا وَهُوَ مَعَكُمْ أَيْنَ مَا كُنْتُمْ وَاللَّهُ بِمَا تَعْمَلُونَ بَصِيرٌ (4) لَهُ مُلْكُ السَّمَأوَاتِ وَالأَرْضِ وَإِلَى اللَّهِ تُرْجَعُ الْأُمُورُ (5) يُولِجُ اللَّيْلَ فِي النَّهَارِ وَيُولِجُ النَّهَارَ فِي اللَّيْلِ وَهُوَ عَلِيمٌ بِذَاتِ الصُّدُورِ (6)﴾ (سورة الحديد)
قال الله تعالى : ﴿ إِنَّ رَبَّكُمُ اللَّهُ الَّذِي خَلَقَ السَّمَأوَاتِ وَالأَرْضَ فِي سِتَّةِ أَيَّامٍ ثُمَّ اسْتَوَى عَلَى الْعَرْشِ يُدَبِّرُ الأَمْرَ مَا مِنْ شَفِيعٍ إِلاً مِنْ بَعْدِ إِذْنِهِ ذَلِكُمُ اللَّهُ رَبُّكُمْ فَاعْبُدُوهُ أَفَلا تَذَكَّرُونَ (3)﴾ (سورة يونس)
قال الله تعالى : ﴿ هُوَ الَّذِي جَعَلَ الشَّمْسَ ضِيَاءً وَالْقَمَرَ نُورًا وَقَدَّرَهُ مَنَازِلَ لِتَعْلَمُوا عَدَدَ السِّنِينَ وَالْحِسَابَ مَا خَلَقَ اللَّهُ ذَلِكَ إِلاً بِالْحَقِّ يُفَصِّلُ الأَيَاتِ لِقَوْمٍ يَعْلَمُونَ (5) إِنَّ فِي اخْتِلافِ اللَّيْلِ وَالنَّهَارِ وَمَا خَلَقَ اللَّهُ فِي السَّمَأوَاتِ وَالأَرْضِ لَآَيَاتٍ لِقَوْمٍ يَتَّقُونَ (6)﴾ (سورة يونس)
قال الله تعالى : ﴿ أَوَلَمْ يَرَوْا أَنَّ اللَّهَ الَّذِي خَلَقَ السَّمَأوَاتِ وَالأَرْضَ قَادِرٌ عَلَى أَنْ يَخْلُقَ مِثْلَهُمْ وَجَعَلَ لَهُمْ أَجَلاً لا رَيْبَ فِيهِ فَأَبَى الظَّالِمُونَ إِلاً كُفُورًا (99)﴾ (سورة الإسراء)
قال الله تعالى : ﴿ قُلِ انْظُرُوا مَإذَا فِي السَّمَأوَاتِ وَالأَرْضِ وَمَا تُغْنِي الأَيَاتُ وَالنُّذُرُ عَنْ قَوْمٍ لا يُؤْمِنُونَ (101)﴾ (سورة يونس)
قال الله تعالى : ﴿ وَهُوَ الَّذِي خَلَقَ السَّمَأوَاتِ وَالأَرْضَ فِي سِتَّةِ أَيَّامٍ وَكَانَ عَرْشُهُ عَلَى الْمَاءِ لِيَبْلُوَكُمْ أَيُّكُمْ أَحْسَنُ عَمَلاً وَلَئِنْ قُلْتَ إِنَّكُمْ مَبْعُوثُونَ مِنْ بَعْدِ الْمَوْتِ لَيَقُولَنَّ الَّذِينَ كَفَرُوا إِنْ هَذَا إِلاً سِحْرٌ مُبِينٌ (7)﴾ (سورة هود)
قال الله تعالى : ﴿ أَلَمْ تَرَ أَنَّ اللَّهَ خَلَقَ السَّمَأوَاتِ وَالأَرْضَ بِالْحَقِّ إِنْ يَشَأْ يُذْهِبْكُمْ وَيَأْتِ بِخَلْقٍ جَدِيدٍ (19) وَمَا ذَلِكَ عَلَى اللَّهِ بِعَزِيزٍ (20)﴾ (سورة إبراهيم)
قال الله تعالى : ﴿ اللَّهُ الَّذِي خَلَقَ السَّمَأوَاتِ وَالأَرْضَ وَأَنْزَلَ مِنَ السَّمَاءِ مَاءً فَأَخْرَجَ بِهِ مِنَ الثَّمَرَاتِ رِزْقًا لَكُمْ وَسَخَّرَ لَكُمُ الْفُلْكَ لِتَجْرِيَ فِي الْبَحْرِ بِأَمْرِهِ وَسَخَّرَ لَكُمُ الأَنْهَارَ (32) وَسَخَّرَ لَكُمُ الشَّمْسَ وَالْقَمَرَ دَائِبَيْنِ وَسَخَّرَ لَكُمُ اللَّيْلَ وَالنَّهَارَ (33)﴾ (سورة إبراهيم)
قال الله تعالى : ﴿ لَخَلْقُ السَّمَأوَاتِ وَالأَرْضِ أَكْبَرُ مِنْ خَلْقِ النَّاسِ وَلَكِنَّ أَكْثَرَ النَّاسِ لا يَعْلَمُونَ (57)﴾ (سورة غافر)
قال الله تعالى : ﴿ وَمِنْ آَيَاتِهِ خَلْقُ السَّمَأوَاتِ وَالأَرْضِ وَمَا بَثَّ فِيهِمَا مِنْ دَابَّةٍ وَهُوَ عَلَى جَمْعِهِمْ إِذَا يَشَاءُ قَدِيرٌ (29)﴾ (سورة الشورى)
قال الله تعالى : ﴿ وَمَا خَلَقْنَا السَّمَأوَاتِ وَالأَرْضَ وَمَا بَيْنَهُمَا لاعِبِينَ (38) مَا خَلَقْنَاهُمَا إِلاً بِالْحَقِّ وَلَكِنَّ أَكْثَرَهُمْ لا يَعْلَمُونَ (39)﴾ (سورة الدخان)
قال الله تعالى : ﴿ وَهُوَ الَّذِي مَرَجَ الْبَحْرَيْنِ هَذَا عَذْبٌ فُرَاتٌ وَهَذَا مِلْحٌ أُجَاجٌ وَجَعَلَ بَيْنَهُمَا بَرْزَخًا وَحِجْرًا مَحْجُورًا (53)﴾ (سورة الفرقان)
قال الله تعالى : ﴿ وَمَا يَسْتَوِي الْبَحْرَانِ هَذَا عَذْبٌ فُرَاتٌ سَائِغٌ شَرَابُهُ وَهَذَا مِلْحٌ أُجَاجٌ وَمِنْ كُلٍّ تَأْكُلُونَ لَحْمًا طَرِيًّا وَتَسْتَخْرِجُونَ حِلْيَةً تَلْبَسُونَهَا وَتَرَى الْفُلْكَ فِيهِ مَوَاخِرَ لِتَبْتَغُوا مِنْ فَضْلِهِ وَلَعَلَّكُمْ تَشْكُرُونَ (12) يُولِجُ اللَّيْلَ فِي النَّهَارِ وَيُولِجُ النَّهَارَ فِي اللَّيْلِ وَسَخَّرَ الشَّمْسَ وَالْقَمَرَ كُلٌّ يَجْرِي لأجَلٍ مُسَمًّى ذَلِكُمُ اللَّهُ رَبُّكُمْ لَهُ الْمُلْكُ وَالَّذِينَ تَدْعُونَ مِنْ دُونِهِ مَا يَمْلِكُونَ مِنْ قِطْمِيرٍ (13)﴾ (سورة فاطر)
قال الله تعالى : ﴿ وَمِنْ آَيَاتِهِ الْجَوَارِ فِي الْبَحْرِ كَالأَعْلامِ (32) إِنْ يَشَأْ يُسْكِنِ الرِّيحَ فَيَظْلَلْنَ رَوَاكِدَ عَلَى ظَهْرِهِ إِنَّ فِي ذَلِكَ لَآَيَاتٍ لِكُلِّ صَبَّارٍ شَكُورٍ (33)﴾ (سورة الشورى)

#### بعض ماورد في السنة والأثر عن خلق السماوات والأرض وأقواتها والليل والنهار والشمس والقمر والنجوم
- روى الإمام أحمد عن أبي هريرة قال «أخذ رسول الله صلى الله عليه وسلم بيدي فقال خلق الله التربة يوم السبت وخلق الجبال يوم الأحد وخلق الشجر يوم الاثنين وخلق المكروه يوم الثلاث وخلق النور يوم الأربعاء وبث الدواب يوم الخميس وخلق آدم بعد العصر يوم الجمعة آخر خلق خلق في آخر ساعة من ساعات الجمعة فيما بين العصر إلى الليل»
- عن ابن عباس أن رسول الله صلى الله عليه وسلم قال«إن الله كان عرشه على الماء ولم يخلق شيئا مما خلق قبل الماء فلما أراد أن يخلق الخلق أخرج من الماء دخانا فارتفع فوق الماء فسما عليه فسماه سماء ثم أيبس الماء فجعله أرضا واحدة ثم فتقها فجعل سبع أرضين في يومين (الأحد والاثنين) وخلق الأرض على حوت وهو النون قال الله تعالى (نون والقلم وما يسطرون) والحوت في الماء والماء على صفات والصفات على ظهر ملك والملك على صخرة والصخرة في الريح، وهي الصخرة التي ذكرها لقمان ليست في السماء ولا في الأرض فتحرك الحوت فاضطرب فتزلزلت الأرض فأرسى عليها الجبال فقرت، وخلق الله يوم الثلاثاء الجبال وما فيهن من المنافع، وخلق يوم الأربعاء الشجر والماء والمدائن والعمران والخراب وفتق السماء وكانت رتقا فجعلها سبع سموات في يومين الخميس والجمعة وإنما سمي يوم الجمعة لأنه جمع فيه خلق السموات والأرض وأوحى في كل سماء أمرها، ثم خلق في كل سماء خلقها من الملائكة والبحار وجبال البرد وما لا يعلمه غيره ثم زين السماء بالكواكب فجعلها زينة وحفظا يحفظ من الشياطين فلما فرغ من خلق ما أحب استوى على العرش».
- روى البخاري ومسلم والنسائي عن أبي هريرة قال: قال رسول الله صلى الله عليه وسلم «لما قضى الله الخلق كتب في كتابه فهو عنده فوق العرش إن رحمتي غلبت غضبي»
- روى الإمام أحمد عن أنس بن مالك عن النبي صلى الله عليه وسلم قال :«لما خلق الله الأرض جعلت تميد فخلق الجبال فألقاها عليها فاستقرت فتعجبت الملائكة من خلق الجبال فقالت يا رب هل من خلقك شيء أشد من الجبال قال نعم الحديد، قالت يا رب فهل من خلقك شيء أشد من الحديد قال نعم النار، قالت يا رب فهل من خلقك شيء أشد من النار قال نعم الريح، قالت يا رب فهل من خلقك شيء أشد من الريح، قال نعم ابن آدم يتصدق بيمينه يخفيها من شماله»

### خلق الجان وخلق آدم وخلق ذريته منه

#### بعض ماورد في القرآن الكريم من الخالق عز وجل عن خلق الجان وخلق آدم وخلق ذريته منه
قال الله تعالى : ﴿ وَلَقَدْ خَلَقْنَا الإنْسَانَ مِنْ سُلالَةٍ مِنْ طِينٍ (12) ثُمَّ جَعَلْنَاهُ نُطْفَةً فِي قَرَارٍ مَكِينٍ (13) ثُمَّ خَلَقْنَا النُّطْفَةَ عَلَقَةً فَخَلَقْنَا الْعَلَقَةَ مُضْغَةً فَخَلَقْنَا الْمُضْغَةَ عِظَامًا فَكَسَوْنَا الْعِظَامَ لَحْمًا ثُمَّ أَنْشَأْنَاهُ خَلْقًا آَخَرَ فَتَبَارَكَ اللَّهُ أَحْسَنُ الْخَالِقِينَ (14)﴾ (سورة المؤمنون)
قال الله تعالى : ﴿ خَلَقَ الإنْسَانَ مِنْ صَلْصَالٍ كَالْفَخَّارِ (14) وَخَلَقَ الْجَانَّ مِنْ مَارِجٍ مِنْ نَارٍ (15)﴾ (سورة الرحمن)
قال الله تعالى : ﴿ وَلَقَدْ خَلَقْنَا الإنْسَانَ مِنْ صَلْصَالٍ مِنْ حَمَإٍ مَسْنُونٍ (26) وَالْجَانَّ خَلَقْنَاهُ مِنْ قَبْلُ مِنْ نَارِ السَّمُومِ (27) وَإِذْ قَالَ رَبُّكَ لِلْمَلائِكَةِ إِنِّي خَالِقٌ بَشَرًا مِنْ صَلْصَالٍ مِنْ حَمَإٍ مَسْنُونٍ (28) فَإِذَا سَوَّيْتُهُ وَنَفَخْتُ فِيهِ مِنْ رُوحِي فَقَعُوا لَهُ سَاجِدِينَ (29)﴾ (سورة الحجر)
قال الله تعالى : ﴿ قَالَ يَا إِبْلِيسُ مَا لَكَ أَلاً تَكُونَ مَعَ السَّاجِدِينَ (32) قَالَ لَمْ أَكُنْ لأسْجُدَ لِبَشَرٍ خَلَقْتَهُ مِنْ صَلْصَالٍ مِنْ حَمَإٍ مَسْنُونٍ (33)﴾ (سورة الحجر)
قال الله تعالى : ﴿ وَهُوَ الَّذِي خَلَقَ مِنَ الْمَاءِ بَشَرًا فَجَعَلَهُ نَسَبًا وَصِهْرًا وَكَانَ رَبُّكَ قَدِيرًا (54)﴾ (سورة الفرقان)
قال الله تعالى : ﴿ هُوَ الَّذِي يُصَوِّرُكُمْ فِي الأَرْحَامِ كَيْفَ يَشَاءُ لا إِلَهَ إِلاً هُوَ الْعَزِيزُ الْحَكِيمُ (6)﴾ (سورة آل عمران)
قال الله تعالى : ﴿ اللَّهُ يَعْلَمُ مَا تَحْمِلُ كُلُّ أُنْثَى وَمَا تَغِيضُ الأَرْحَامُ وَمَا تَزْدَادُ وَكُلُّ شَيْءٍ عِنْدَهُ بِمِقْدَارٍ (8)﴾ (سورة الرعد)

#### بعض ماورد في السنة والأثر عن خلق الجان وخلقآدموخلق ذريته منه
- عن عروة عن عائشة رضي الله عنها قالت قال رسول الله صلى الله عليه وسلم: «خلقت الملائكة من نور وخلق الجان من نار وخلق آدم مما وصف لكم» رواه مسلم
- روى ابن أبي حاتم عن أبي بن كعب قال قال رسول الله صلى الله عليه وسلم: «ان الله خلق آدم رجلا طوالا كثير شعر الرأس كأنه نخلة سحوق فلما ذاق الشجرة سقط عنه لباسه فأول ما بدا منه عورته فلما نظر إلى عورته جعل يشتد في الجنة فأخذت شعره شجرة فنازعها فناداه الرحمن عزوجل يا آدم مني تفر فلما سمع كلام الرحمن قال يا رب لا ولكن استحياء»
- روى الحافظ بن عساكر عن أبي بن كعب قال قال رسول الله صلى الله عليه وسلم: «ان أباكم آدم كان كالنخلة السحوق ستين ذراعا كثيرا لشعر مواري العورة فلما أصاب الخطيئة في الجنة بدت له سوأته فخرج من الجنة فلقيته شجرة فأخذت بناصيته فناداه ربه أفرارا مني يا آدم قال: بل حياء منك والله يا رب مما جئت به»
- روى الامام أحمد عن أنس أن النبي صلى الله عليه وسلم قال: «لما خلق الله آدم تركه ما شاء أن يدعه فجعل إبليس يطيف به فلما رآه أجوف عرف أنه خلق لا يتمالك»
- روى أبو يعلى عن أبي هريرة أن رسول الله صلى الله عليه وسلم قال: «إن الله خلق آدم من تراب ثم جعله طينا ثم تركه حتى إذا كان حمأ مسنونا خلقه وصوره ثم تركه حتى إذا كان صلصالا كالفخار قال فكان إبليس يمر به فيقول لقد خلقت لأمر عظيم. ثم نفخ الله فيه من روحه فكان أول ما جرى فيه الروح بصره وخياشيمه فعطس فلقاه الله رحمة ربه فقال الله: يرحمك ربك. ثم قال الله يا آدم اذهب إلى هؤلاء النفر فانظر ماذا يقولون ؟ فجاء فسلم عليهم فقالوا وعليك السلام ورحمة الله وبركاته. فقال يا آدم هذا تحيتك وتحية ذريتك. قال يا رب وما ذريتي قال اختر يدي يا آدم قال اختار يمين ربي وكلتا يدي ربي يمين وبسط كفه فإذا من هو كائن من ذريته في كف الرحمن فإذا رجال منهم أفواههم النور فإذا رجل يعجب آدم نوره قال يا رب من هذا قال ابنك داود قال يا رب فكم جعلت له من العمر قال جعلت له ستين قال يا رب فأتم له من عمري حتى يكون له من العمر مائة سنة ففعل الله ذلك وأشهد على ذلك فلما نفذ عمر آدم بعث الله ملك الموت فقال آدم أو لم يبق من عمري أربعون سنة قال له الملك: أو لم تعطها ابنك داود فجحد ذلك فجحدت ذريته ونسي فنسيت ذريته»
- روى الترمذي عن أبي هريرة قال: قال رسول الله صلى الله عليه وسلم: «لما خلق آدم مسح ظهره فسقط من ظهره كل نسمة هو خالقها من ذريته إلى يوم القيامة وجعل بين عيني كل إنسان منهم وبيصا من نور ثم عرضهم على آدم فقال أي رب من هؤلاء قال هؤلاء ذريتك فرأى رجلا منهم فأعجبه وبيص ما بين عينيه فقال أي رب من هذا قال: هذا رجل من آخر الأمم من ذريتك يقال له داود: قال رب وكم جعلت عمره قال ستين سنة، قال: أي رب زده من عمري أربعين سنة فلما انقضى عمر آدم، جاءه ملك الموت، قال: أو لم يبق من عمري أربعون سنة، قال: أو لم تعطها ابنك داود. قال فجحد فجحدت ذريته ونسي آدم فنسيت ذريته وخطئ آدم فخطئت ذريته» ثم قال الترمذي حسن صحيح وقد روي من غير وجه عن أبي هريرة عن النبي صلى الله عليه وسلم ورواه الحاكم في مستدركه من حديث أبي نعيم الفضل بن دكين وقال صحيح على شرط مسلم ولم يخرجاه.
- روى الحاكم في المستدرك عن أنس رضى الله تعالى عنه أن رسول الله صلى الله عليه وسلم قال لما صور الله آدم تركه فجعل إبليس يطيف به فينظر إليه فلما رآه أجوف قال ظفرت به خلق لا يتمالك هذا حديث صحيح على شرط مسلم ولم يخرجاه
- روى الحاكم في المستدرك عن بن عباس رضى الله تعالى عنهما قال ما سكن آدم الجنة إلا ما بين صلاة العصر إلى غروب الشمس هذا حديث صحيح على شرط الشيخين ولم يخرجاه
- روى الحاكم في المستدرك عن بن عباس رضى الله تعالى عنهما قال إن أول ما أهبط الله آدم إلى أرض الهند هذا حديث صحيح الإسناد ولم يخرجاه
- روى الحاكم في المستدرك عن بن عباس رضى الله تعالى عنهما قال قال علي بن أبي طالب أطيب ريح في الأرض الهند أهبط بها آدم صلى الله عليه وسلم فعلق شجرها من ريح الجنة هذا حديث صحيح على شرط مسلم ولم يخرجاه
- روى الحاكم في المستدرك عن أبي هريرة رضى الله تعالى عنه قال قال رسول الله صلى الله عليه وسلم خير يوم طلعت الشمس فيه يوم الجمعة خلق آدم فيه وفيه أهبط إلى الأرض هذا حديث صحيح على شرط مسلم وقد أخرجاه من حديث الزهري بغير هذا اللفظ
- روى الحاكم في المستدرك عن بن عباس رضى الله تعالى عنهما عن النبي صلى الله عليه وسلم قال أخذ الله الميثاق من ظهر آدم صلى الله عليه وسلم بنعمان يعني بعرفة فأخرج من صلبه كل ذرية ذرأها فنثرهم بين يديه كالذر ثم كلمهم قبلا وقال ألست بربكم قالوا بلى شهدنا أن تقولوا يوم القيامة إلى قوله بما فعل المبطلون هذا حديث صحيح الإسناد ولم يخرجاه

#### خلق الرحم وكلامها أمام خالقها جل جلاله
- روي في صحيح مسلم عن أبي هريرة قال: قال رسول الله صلى الله عليه وسلم: «إن الله خلق الخلق حتى إذا فرغ منهم قامت الرحم فقالت هذا مقام العائذ من القطيعة قال نعم أما ترضين أن أصل من وصلك وأقطع من قطعك قالت بلى قال فذاك لك»

الرحم خلق عظيم من مخلوقات الله جعله الله تعالى منزلاً ومستقراً لنشأة وحياة بني آدم ويسر له دخول الغذاء وخروج الفضلات منه بحكمة بالغة من الخالق عز وجل تدل على عظمة هذا المخلوق
و قد اختار له مكانا محكماً في جوف أنثى بني آدم حتى إذا التقى ماء الذكر بماء الأنثى وشاء الله أن يتكون منها خلقاً آخر فإن الرحم هذا الخلق العظيم يستجيب لمولاه وخالقه العظيم فيستقر الحمل ويحتفظ الرحم بالمخلوق الجديد إلى أن يشاء الله ثم يخرج طفلاً
و من أعلى تشريف وتكريم لهذا المخلوق العظيم أن الله رتب على الرحم الحقوق بين الناس كالنفقة والصلة والقرابة والمواريث وغيرها
و أعظم من ذلك التشريف ما رواه أبو داود الطيالسي في مسنده عن أبي هريرة قال: سمعت رسول الله صلى الله عليه وسلم يقول: «إن للرحم لسانا يوم القيامة تحت العرش يقول يا رب قطعت يا رب ظلمت يا رب أسيء إلي فيجيبها ربها ألا ترضين أن أصل من وصلك وأقطع من قطعك»
- روى البخاري ومسلم عن جبير بن مطعم عن النبي صلى الله عليه وسلم قال: «لا يدخل الجنة قاطع». قال ابن أبي عمر قال سفيان: يعني قاطع رحم.

#### بعض ماورد في القرآن الكريم من الخالق عز وجل عن الرحم
قال الله تعالى : ﴿  يَا أَيُّهَا النَّاسُ إِنْ كُنْتُمْ فِي رَيْبٍ مِنَ الْبَعْثِ فَإِنَّا خَلَقْنَاكُمْ مِنْ تُرَابٍ ثُمَّ مِنْ نُطْفَةٍ ثُمَّ مِنْ عَلَقَةٍ ثُمَّ مِنْ مُضْغَةٍ مُخَلَّقَةٍ وَغَيْرِ مُخَلَّقَةٍ لِنُبَيِّنَ لَكُمْ وَنُقِرُّ فِي الأَرْحَامِ مَا نَشَاءُ إِلَى أَجَلٍ مُسَمًّى ثُمَّ نُخْرِجُكُمْ طِفْلاً ثُمَّ لِتَبْلُغُوا أَشُدَّكُمْ وَمِنْكُمْ مَنْ يُتَوَفَّى وَمِنْكُمْ مَنْ يُرَدُّ إِلَى أَرْذَلِ الْعُمُرِ لِكَيْلا يَعْلَمَ مِنْ بَعْدِ عِلْمٍ شَيْئًا وَتَرَى الأَرْضَ هَامِدَةً فَإِذَا أَنْزَلْنَا عَلَيْهَا الْمَاءَ اهْتَزَّتْ وَرَبَتْ وَأَنْبَتَتْ مِنْ كُلِّ زَوْجٍ بَهِيجٍ (5)﴾ (سورة الحج)
قال الله تعالى : ﴿ هُوَ الَّذِي يُصَوِّرُكُمْ فِي الأَرْحَامِ كَيْفَ يَشَاءُ لا إِلَهَ إِلاً هُوَ الْعَزِيزُ الْحَكِيمُ (6)﴾ (سورة آل عمران)
قال الله تعالى : ﴿ وَلَقَدْ خَلَقْنَا الإنْسَانَ مِنْ سُلالَةٍ مِنْ طِينٍ (12) ثُمَّ جَعَلْنَاهُ نُطْفَةً فِي قَرَارٍ مَكِينٍ (13) ثُمَّ خَلَقْنَا النُّطْفَةَ عَلَقَةً فَخَلَقْنَا الْعَلَقَةَ مُضْغَةً فَخَلَقْنَا الْمُضْغَةَ عِظَامًا فَكَسَوْنَا الْعِظَامَ لَحْمًا ثُمَّ أَنْشَأْنَاهُ خَلْقًا آَخَرَ فَتَبَارَكَ اللَّهُ أَحْسَنُ الْخَالِقِينَ (14)﴾ (سورة المؤمنون)
قال الله تعالى : ﴿ اللَّهُ يَعْلَمُ مَا تَحْمِلُ كُلُّ أُنْثَى وَمَا تَغِيضُ الأَرْحَامُ وَمَا تَزْدَادُ وَكُلُّ شَيْءٍ عِنْدَهُ بِمِقْدَارٍ (8)﴾ (سورة الرعد)
قال الله تعالى : ﴿ وَالْمُطَلَّقَاتُ يَتَرَبَّصْنَ بِأَنْفُسِهِنَّ ثَلاثَةَ قُرُوءٍ وَلا يَحِلُّ لَهُنَّ أَنْ يَكْتُمْنَ مَا خَلَقَ اللَّهُ فِي أَرْحَامِهِنَّ إِنْ كُنَّ يُؤْمِنَّ بِاللَّهِ وَالْيَوْمِ الأَخِرِ وَبُعُولَتُهُنَّ أَحَقُّ بِرَدِّهِنَّ فِي ذَلِكَ إِنْ أَرَادُوا إِصْلاحًا وَلَهُنَّ مِثْلُ الَّذِي عَلَيْهِنَّ بِالْمَعْرُوفِ وَلِلرِّجَالِ عَلَيْهِنَّ دَرَجَةٌ وَاللَّهُ عَزِيزٌ حَكِيمٌ (228)﴾ (سورة البقرة)

##### أنواع الرحم
الرحم نوعان رحم عامه ورحم خاصة وتختلف في الحقوق والواجبات والصلة كما في التفصيل التالي

###### رحم عامه
وهي رحـم دين الإسلام والإيمان ويوجب صلتها محبة المسلمين وونصرتهم ومساعدتهم والعدل بينهم والنصيحة لهم وعدم قتلهم بدون حق وغيرها من الحقوق الواجبة لهم
قال الله تعالى : ﴿ وَالَّذِينَ آَمَنُوا مِنْ بَعْدُ وَهَاجَرُوا وَجَاهَدُوا مَعَكُمْ فَأُولَئِكَ مِنْكُمْ وَأُولُو الأَرْحَامِ بَعْضُهُمْ أَوْلَى بِبَعْضٍ فِي كِتَابِ اللَّهِ إِنَّ اللَّهَ بِكُلِّ شَيْءٍ عَلِيمٌ (75)﴾ (سورة الأنفال)
قال الله تعالى : ﴿ فَهَلْ عَسَيْتُمْ إِنْ تَوَلَّيْتُمْ أَنْ تُفْسِدُوا فِي الأَرْضِ وَتُقَطِّعُوا أَرْحَامَكُمْ (22)﴾ (سورة محمد)
قال الله تعالى : ﴿ لَنْ تَنْفَعَكُمْ أَرْحَامُكُمْ وَلا أَوْلادُكُمْ يَوْمَ الْقِيَامَةِ يَفْصِلُ بَيْنَكُمْ وَاللَّهُ بِمَا تَعْمَلُونَ بَصِيرٌ (3)﴾ (سورة الممتحنة)
قال الله تعالى : ﴿ النَّبِيُّ أَوْلَى بِالْمُؤْمِنِينَ مِنْ أَنْفُسِهِمْ وَأَزْوَاجُهُ أُمَّهَاتُهُمْ وَأُولُو الأَرْحَامِ بَعْضُهُمْ أَوْلَى بِبَعْضٍ فِي كِتَابِ اللَّهِ مِنَ الْمُؤْمِنِينَ وَالْمُهَاجِرِينَ إِلاً أَنْ تَفْعَلُوا إِلَى أَوْلِيَائِكُمْ مَعْرُوفًا كَانَ ذَلِكَ فِي الْكِتَابِ مَسْطُورًا (6)﴾ (سورة الأحزاب)

##### مدة حياة الإنسان في الرحم (الحمل)
قال الله تعالى : ﴿ اللَّهُ يَعْلَمُ مَا تَحْمِلُ كُلُّ أُنْثَى وَمَا تَغِيضُ الأَرْحَامُ وَمَا تَزْدَادُ وَكُلُّ شَيْءٍ عِنْدَهُ بِمِقْدَارٍ (8)﴾ (سورة الرعد)
مدة حياة الأنسان في الرحم لا يعلمها إلا الله تعالى فهو بكل شي عليم وكل شي عنده بمقدار فمن قدر الله تعالى وقدرته أن جعل هناك حدا لبداية الحمل ونهايته
- ذكر أبو عبد الله محمد بن أحمد القرطبي في كتابه الجامع لأحكام القرآن مجمل أقوال العلماء في مدة الحمل

فقال رحمة الله تعالى " وأجمع العلماء على أن أقل الحمل ستة أشهر
وأن عبد الملك، بن مروان ولد لستة أشهر. وهذه الستة الأشهر هي بالأهلة كسائر أشهر الشريعة؛ ولذلك قد روي في المذهب عن بعض أصحاب مالك، وأظنه في كتاب ابن حارث أنه إن نقص عن الأشهر الستة ثلاثة أيام فإن الولد يلحق لعلة نقص الأشهر وزيادتها؛ حكاه ابن عطية.
واختلف العلماء في أكثر الحمل؛ فروى ابن جريج عن جميلة بنت سعد عن عائشة قالت: يكون الحمل أكثر من سنتين قدر ما يتحول ظل المغزل؛ ذكره الدارقطني.
وعن الليث بن سعد - إن أكثره ثلاث سنين.
وعن الشافعي أربع سنين؛
وعن الزهري ست وسبع.
قال أبو عمر: ومن الصحابة من يجعله إلى سبع؛ والشافعي: مدة الغاية منها أربع سنين. والكوفيون يقولون: سنتان لا غير. ومحمد بن عبد الحكم يقول: سنة لا أكثر. وداود يقول: تسعة أشهر، لا يكون عنده حمل أكثر منها.
قال أبو عمر: وهذه مسألة لا أصل لها إلا الاجتهاد، والرد إلى ما عرف من أمر النساء وبالله التوفيق.
وروى الدارقطني عن الوليد بن مسلم قال: قلت لمالك ابن أنس إني حدثت عن عائشة أنها قالت: لا تزيد المرأة في حملها على سنتين قدر ظل المغزل، فقال: سبحان الله! من يقول هذا؟ ! هذه جارتنا امرأة محمد بن عجلان، تحمل وتضع في أربع سنين، امرأة صدق، وزوجها رجل صدق؛ حملت ثلاثة أبطن في اثنتي عشرة سنة، تحمل كل بطن أربع سنين.
وذكره عن المبارك ابن مجاهد قال: مشهور عندنا كانت امرأة محمد بن عجلان تحمل وتضع في أربع سنين، وكانت تسمى حاملة الفيل. وروى أيضا قال: بينما مالك بن دينار يوما جالس إذ جاءه رجل فقال: يا أبا يحيى! ادع لامرأة حبلى منذ أربع سنين قد أصبحت في كرب شديد؛ فغضب مالك وأطبق المصحف ثم قال: ما يرى هؤلاء القوم إلا أنا أنبياء! ثم قرأ، ثم دعا، ثم قال: اللهم هذه المرأة إن كان في بطنها ريح فأخرجه عنها الساعة، وإن كان في بطنها جارية فأبدلها بها غلاما، فإنك تمحو ما تشاء وتثبت، وعندك أم الكتاب، ورفع مالك يده، ورفع الناس أيديهم، وجاء الرسول إلى الرجل فقال: أدرك امرأتك، فذهب الرجل، فما حط مالك يده حتى طلع الرجل من باب المسجد على رقبته غلام جعد قطط، ابن أربع سنين، قد استوت أسنانه، ما قطعت سراره؛
وروي أيضا أن رجلا جاء إلى عمر بن الخطاب فقال: يا أمير المؤمنين! إني غبت عن امرأتي سنتين فجئت وهي حبلى؛ فسأل عمر الناس عنها، فقال معاذ بن جبل: يا أمير المؤمنين! إن كان لك عليها سبيل فليس لك على ما في بطنها سبيل؛ فأتركها حتى تضع، فتركها، فوضعت غلاما قد خرجت ثنيتاه؛ فعرف الرجل الشبه فقال: ابني ورب الكعبة!؛ فقال عمر: عجزت النساء أن يلدن مثل معاذ؛ لولا معاذ لهلك عمر.
وقال الضحاك: وضعتني أمي وقد حملت بي في بطنها سنتين، فولدتني وقد خرجت سني.
ويذكر عن مالك أنه حمل به في بطن أمه سنتين.
ويقال: إن محمد بن عجلان مكث في بطن أمه ثلاث سنين، فماتت به وهو يضطرب اضطرابا شديدا، فشق بطنها وأخرج وقد نبتت أسنانه.
وقال حماد بن سلمة: إنما سمي هرم بن حيان هرما لأنه بقي في بطن أمه أربع سنين.
وذكر الغزنوي أن الضحاك ولد لسنتين، وقد طلعت سنه فسمي ضحاكا.
وقال عباد بن العوام: ولدت جارة لنا لأربع سنين غلاما شعره إلى منكبيه.
قال ابن خويز منداد: أقل الحيض والنفاس وأكثره وأقل الحمل وأكثره مأخوذ من طريق الاجتهاد؛ لأن علم ذلك استأثر الله به، فلا يجوز أن يحكم في شيء منه إلا بقدر ما أظهره لنا، ووجد ظاهرا في النساء نادرا أو معتادا؛ ولما وجدنا امرأة قد حملت أربع سنين وخمس سنين حكمنا بذلك، والنفاس والحيض لما لم نجد فيه أمرا مستقرا رجعنا فيه إلى ما يوجد في النادر منهن.
انتهى كلامه رحمة الله

## أشياء خلقهااللهتعالى بيده
روى الطبري في «جامع البيان» وأبو الشيخ الأصفهاني في «العظمة» والبيهقي في «الأسماء والصفات» والحاكم في «المستدرك» والإمام السيوطي في «الدر المنثور» وفي «أسرار الكون» عن ابن عمر رضي الله عنهما قال : (خلق الله أربعة أشياء بيده : آدم، والعرش، والقلم، وجنة عدن، وقال لسائر الخلق كن فكان).

### خلق آدم
كرم الله تعالى آدم وشرفه فلم يخلق ذا روح غيره بيده
قال الله تعالى : ﴿ قَالَ يَا إِبْلِيسُ مَا مَنَعَكَ أَنْ تَسْجُدَ لِمَا خَلَقْتُ بِيَدَيَّ أَسْتَكْبَرْتَ أَمْ كُنْتَ مِنَ الْعَالِينَ (75) قَالَ أَنَا خَيْرٌ مِنْهُ خَلَقْتَنِي مِنْ نَارٍ وَخَلَقْتَهُ مِنْ طِينٍ (76)﴾ (سورة ص)
قال الله تعالى : ﴿ وَلَقَدْ خَلَقْنَا الإنْسَانَ مِنْ سُلالَةٍ مِنْ طِينٍ (12) ثُمَّ جَعَلْنَاهُ نُطْفَةً فِي قَرَارٍ مَكِينٍ (13) ثُمَّ خَلَقْنَا النُّطْفَةَ عَلَقَةً فَخَلَقْنَا الْعَلَقَةَ مُضْغَةً فَخَلَقْنَا الْمُضْغَةَ عِظَامًا فَكَسَوْنَا الْعِظَامَ لَحْمًا ثُمَّ أَنْشَأْنَاهُ خَلْقًا آَخَرَ فَتَبَارَكَ اللَّهُ أَحْسَنُ الْخَالِقِينَ (14)﴾ (سورة المؤمنون)
قال الله تعالى : ﴿ وَلَقَدْ خَلَقْنَا الإنْسَانَ مِنْ صَلْصَالٍ مِنْ حَمَإٍ مَسْنُونٍ (26)﴾ (سورة الحجر)
قال الله تعالى : ﴿ أَوَلَمْ يَرَ الإنْسَانُ أَنَّا خَلَقْنَاهُ مِنْ نُطْفَةٍ فَإِذَا هُوَ خَصِيمٌ مُبِينٌ (77) وَضَرَبَ لَنَا مَثَلاً وَنَسِيَ خَلْقَهُ قَالَ مَنْ يُحْيِي الْعِظَامَ وَهِيَ رَمِيمٌ (78) قُلْ يُحْيِيهَا الَّذِي أَنْشَأَهَا أَوَّلَ مَرَّةٍ وَهُوَ بِكُلِّ خَلْقٍ عَلِيمٌ (79)﴾ (سورة يس)
قال الله تعالى : ﴿ فَاسْتَفْتِهِمْ أَهُمْ أَشَدُّ خَلْقًا أَمْ مَنْ خَلَقْنَا إِنَّا خَلَقْنَاهُمْ مِنْ طِينٍ لازِبٍ (11)﴾ (سورة الصافات)
قال الله تعالى : ﴿ مِنْهَا خَلَقْنَاكُمْ وَفِيهَا نُعِيدُكُمْ وَمِنْهَا نُخْرِجُكُمْ تَارَةً أُخْرَى (55)﴾ (سورة طه)
قال الله تعالى : ﴿ يَا أَيُّهَا النَّاسُ إِنْ كُنْتُمْ فِي رَيْبٍ مِنَ الْبَعْثِ فَإِنَّا خَلَقْنَاكُمْ مِنْ تُرَابٍ ثُمَّ مِنْ نُطْفَةٍ ثُمَّ مِنْ عَلَقَةٍ ثُمَّ مِنْ مُضْغَةٍ مُخَلَّقَةٍ وَغَيْرِ مُخَلَّقَةٍ لِنُبَيِّنَ لَكُمْ وَنُقِرُّ فِي الأَرْحَامِ مَا نَشَاءُ إِلَى أَجَلٍ مُسَمًّى ثُمَّ نُخْرِجُكُمْ طِفْلاً ثُمَّ لِتَبْلُغُوا أَشُدَّكُمْ وَمِنْكُمْ مَنْ يُتَوَفَّى وَمِنْكُمْ مَنْ يُرَدُّ إِلَى أَرْذَلِ الْعُمُرِ لِكَيْلا يَعْلَمَ مِنْ بَعْدِ عِلْمٍ شَيْئًا وَتَرَى الأَرْضَ هَامِدَةً فَإِذَا أَنْزَلْنَا عَلَيْهَا الْمَاءَ اهْتَزَّتْ وَرَبَتْ وَأَنْبَتَتْ مِنْ كُلِّ زَوْجٍ بَهِيجٍ (5)﴾ (سورة الحج)
قال الله تعالى : ﴿ إِنَّا خَلَقْنَا الإنْسَانَ مِنْ نُطْفَةٍ أَمْشَاجٍ نَبْتَلِيهِ فَجَعَلْنَاهُ سَمِيعًا بَصِيرًا (2)﴾ (سورة الإنسان)
قال الله تعالى : ﴿  لَقَدْ خَلَقْنَا الإنْسَانَ فِي أَحْسَنِ تَقْوِيمٍ (4)﴾ (سورة التين)
- أخرج ابن جرير عن ابن عباس قال (خلق الله آدم من طين { لازب } واللازب اللزج الطيب من { حمإ مسنون } منتن، وإنما كان حمأ مسنوناً بعد التراب، فخلق منه آدم بيده، فمكث أربعين ليلة جسداً ملقى، فكان ابليس يأتيه يضربه برجله، فيصلصل فيصوت ثم يدخل من فيه ويخرج من دبره، ويدخل من دبره ويخرج من فمه، ثم يقول : لست شيئاً، ولشيء ما خلقت ! ولئن سلطت عليك لأهلكنك، ولئن سلطت علي لأعصينك. فلما نفخ الله فيه من روحه أتت النفخة من قبل رأسه، فجعل لا يجري شيء منها في جسده إلا صار لحماً ودماً، فلما انتهت النفخة إلى سرَّته نظر إلى جسده فأعجبه ما رأى من جسده، فذهب لينهض فلم يقدر. فهو قول الله { خلق الإِنسان من عجل }.

فلما تممت النفخة في جسده عطس فقال { الحمد لله رب العالمين } بإلهام من الله فقال الله له «يرحمك الله يا آدم»، ثم قال للملائكة الذين كانوا مع إبليس خاصة دون الملائكة الذين في السموات : { اسجدوا لآدم فسجدوا إلا إبليس أبى واستكبر } لما حدث في نفسه من الكبر فقال : لا أسجد له، وأنا خير منه، وأكبر سناً، وأقوى خلقاً، فأبلسه الله وآيسه من الخير كله، وجعله شيطاناً رجيماً.) والله تعالى أعلم
- أخرج ابن عساكر عن ابن عباس رضي الله عنهما قال : خلق آدم من أديم الأرض، فألقي على الأرض حتى صار طيناً لازباً، وهو الطين الملتزق، ثم ترك حتى صار حمأ مسنوناً وهو المنتن، ثم خلقه الله بيده فكان أربعين يوماً مصوراً، حتى يبس فصار صلصالاً كالفخار إذا ضرب عليه صلصل. فذلك الصلصال والفخار مثل ذلك والله أعلم.
- أخرج بن أبي حاتم وأبو الشيخ في العظمة عن وهب بن منبه قال : خلق الله آدم كما شاء ومما شاء، فكان كذلك { فتبارك الله أحسن الخالقين } خلق من التراب والماء، فمنه شعره ولحمه ودمه وعظامه وجسده، فذلك بدء الخلق الذي خلق الله منه ابن آدم، ثم جعلت فيه النفس فيها يقوم ويقعد ويسمع ويبصر ويعلم ما تعلم الدواب، ويتقي ما تتقي ثم جعلت فيه الروح، فيه عرف الحق من الباطل، والرشد من الغي، وبه حذر وتقدم واستتر وتعلم ودبر الأمور كلها فمن التراب يبوسته، ومن الماء رطوبته، فهذا بدء الخلق الذي خلق الله منه ابن آدم كما أحب أن يكون. والله تعالى أعلم

### غرس جنة عدن بيده سبحانه
قال الله تعالى : ﴿ وَعَدَ اللَّهُ الْمُؤْمِنِينَ وَالْمُؤْمِنَاتِ جَنَّاتٍ تَجْرِي مِنْ تَحْتِهَا الأَنْهَارُ خَالِدِينَ فِيهَا وَمَسَاكِنَ طَيِّبَةً فِي جَنَّاتِ عَدْنٍ وَرِضْوَانٌ مِنَ اللَّهِ أَكْبَرُ ذَلِكَ هُوَ الْفَوْزُ الْعَظِيمُ (72)﴾ (سورة التوبة)
قال الله تعالى : ﴿ جَنَّاتُ عَدْنٍ يَدْخُلُونَهَا تَجْرِي مِنْ تَحْتِهَا الأَنْهَارُ لَهُمْ فِيهَا مَا يَشَاءُونَ كَذَلِكَ يَجْزِي اللَّهُ الْمُتَّقِينَ (31)﴾ (سورة النحل)
قال الله تعالى : ﴿ جَنَّاتُ عَدْنٍ تَجْرِي مِنْ تَحْتِهَا الأَنْهَارُ خَالِدِينَ فِيهَا وَذَلِكَ جَزَاءُ مَنْ تَزَكَّى (76)﴾ (سورة طه)
قال الله تعالى : ﴿ جَنَّاتُ عَدْنٍ يَدْخُلُونَهَا يُحَلَّوْنَ فِيهَا مِنْ أَسَأوِرَ مِنْ ذَهَبٍ وَلُؤْلُؤًا وَلِبَاسُهُمْ فِيهَا حَرِيرٌ (33)﴾ (سورة فاطر)
قال الله تعالى : ﴿ يَغْفِرْ لَكُمْ ذُنُوبَكُمْ وَيُدْخِلْكُمْ جَنَّاتٍ تَجْرِي مِنْ تَحْتِهَا الأَنْهَارُ وَمَسَاكِنَ طَيِّبَةً فِي جَنَّاتِ عَدْنٍ ذَلِكَ الْفَوْزُ الْعَظِيمُ (12)﴾ (سورة الصف)
قال الله تعالى : ﴿ وَلِمَنْ خَافَ مَقَامَ رَبِّهِ جَنَّتَانِ (46) فَبِأَيِّ آَلاءِ رَبِّكُمَا تُكَذِّبَانِ (47) ذَوَاتَا أَفْنَانٍ (48) فَبِأَيِّ آَلاءِ رَبِّكُمَا تُكَذِّبَانِ (49) فِيهِمَا عَيْنَانِ تَجْرِيَانِ (50) فَبِأَيِّ آَلاءِ رَبِّكُمَا تُكَذِّبَانِ (51) فِيهِمَا مِنْ كُلِّ فَاكِهَةٍ زَوْجَانِ (52) فَبِأَيِّ آَلاءِ رَبِّكُمَا تُكَذِّبَانِ (53) مُتَّكِئِينَ عَلَى فُرُشٍ بَطَائِنُهَا مِنْ إِسْتَبْرَقٍ وَجَنَى الْجَنَّتَيْنِ دَانٍ (54) فَبِأَيِّ آَلاءِ رَبِّكُمَا تُكَذِّبَانِ (55) فِيهِنَّ قَاصِرَاتُ الطَّرْفِ لَمْ يَطْمِثْهُنَّ إِنْسٌ قَبْلَهُمْ وَلا جَانٌّ (56) فَبِأَيِّ آَلاءِ رَبِّكُمَا تُكَذِّبَانِ (57) كَأَنَّهُنَّ الْيَاقُوتُ وَالْمَرْجَانُ (58)﴾ (سورة الرحمن)
قال الله تعالى : ﴿ يَطُوفُ عَلَيْهِمْ وِلْدَانٌ مُخَلَّدُونَ (17) بِأَكْوَابٍ وَأَبَارِيقَ وَكَأْسٍ مِنْ مَعِينٍ (18) لا يُصَدَّعُونَ عَنْهَا وَلا يُنْزِفُونَ (19) وَفَاكِهَةٍ مِمَّا يَتَخَيَّرُونَ (20) وَلَحْمِ طَيْرٍ مِمَّا يَشْتَهُونَ (21) وَحُورٌ عِينٌ (22) كَأَمْثَالِ اللُّؤْلُؤِ الْمَكْنُونِ (23) جَزَاءً بِمَا كَانُوا يَعْمَلُونَ (24) لا يَسْمَعُونَ فِيهَا لَغْوًا وَلا تَأْثِيمًا (25) إِلاً قِيلاً سَلامًا سَلامًا (26) وَأَصْحَابُ الْيَمِينِ مَا أَصْحَابُ الْيَمِينِ (27) فِي سِدْرٍ مَخْضُودٍ (28) وَطَلْحٍ مَنْضُودٍ (29) وَظِلٍّ مَمْدُودٍ (30) وَمَاءٍ مَسْكُوبٍ (31) وَفَاكِهَةٍ كَثِيرَةٍ (32) لا مَقْطُوعَةٍ وَلا مَمْنُوعَةٍ (33) وَفُرُشٍ مَرْفُوعَةٍ (34) إِنَّا أَنْشَأْنَاهُنَّ إِنْشَاءً (35) فَجَعَلْنَاهُنَّ أَبْكَارًا (36) عُرُبًا أَتْرَابًا (37) لأصْحَابِ الْيَمِينِ (38)﴾ (سورة الواقعة)
- روى مسلم في صحيحه عَنْ أَبِي هُرَيْرَةَ، عَنِ النّبِيّ صلى الله عليه وسلم قَالَ: «قَالَ اللّهُ عَزّ وَجَلّ: أَعْدَدْتُ لِعِبَادِيَ الصّالِحِينَ مَا لاَ عَيْنٌ رَأَتْ، وَلاَ أُذُنٌ سَمِعَتْ، وَلاَ خَطَرَ عَلَىَ قَلْبِ بَشَرٍ».
- روى مسلم في صحيحه عَنْ أَبِي هُرَيْرَةَ، عَنْ رَسُولِ اللّهِ صلى الله عليه وسلم أَنّهُ قَالَ: «إِنّ فِي الْجَنّةِ لَشَجَرَةً يَسِيرُ الرّاكِبُ فِي ظِلّهَا مِائَةَ سَنَةٍ».
- روى مسلم في صحيحه عَنْ أَبِي سَعِيدٍ الْخُدْرِيّ أَنّ النّبِيّ صلى الله عليه وسلم قَالَ: «إِنّ اللّهَ يَقُولُ لأَهْلِ الْجَنّةِ: يَا أَهْلَ الْجَنّةِ فَيَقُولُونَ: لَبّيْكَ. رَبّنَا وَسَعْدَيْكَ. وَالْخَيْرُ فِي يَدَيْكَ. فَيَقُولُ: هَلْ رَضِيتُمْ؟ فَيَقُولُونَ: وَمَا لَنَا لاَ نَرْضَىَ؟ يَا رَبّ وَقَدْ أَعْطَيْتَنَا مَا لَمْ تُعْطِ أَحَداً مِنْ خَلْقِكَ. فَيَقُولُ: أَلاَ أُعْطِيكُمْ أَفْضَلَ مِنْ ذَلِكَ؟ فَيَقُولُونَ: يَا رَبّ وَأَيّ شَيْءٍ أَفْضَلُ مِنْ ذَلِكَ؟ فَيَقُولُ: أُحِلّ عَلَيْكُمْ رِضْوَانِي. فَلاَ أَسْخَطُ عَلَيْكُمْ بَعْدَهُ أَبَداً».
- روى مسلم في صحيحه عَنْ سَهْلِ بْنِ سَعْدٍ أَنّ رَسُولَ اللّهِ صلى الله عليه وسلم قَالَ: «إِنّ أَهْلَ الْجَنّةِ لَيَتَرَاءَوْنَ الْغُرْفَةَ فِي الْجَنّةِ كَمَا تَرَاءَوْنَ الْكَوْكَبَ فِي السّمَاءِ».
- روى مسلم في صحيحه عَنْ أَنَسِ بْنِ مَالِكٍ أَنّ رَسُولَ اللّهِ صلى الله عليه وسلم قَالَ: «إِنّ فِي الْجَنّةِ لَسُوقاً. يَأْتُونَهَا كُلّ جُمُعَةٍ. فَتَهُبّ رِيحُ الشّمَالِ فَتَحْثُو فِي وُجُوهِهِمْ وَثِيَابِهِمْ. فَيَزْدَادُونَ حُسْناً وَجَمَالاً. فَيَرْجِعُونَ إِلَىَ أَهْلِيهِمْ وَقَدِ ازْدَادُوا حُسْناً وَجَمَالاً. فَيَقُولُ لَهُمْ أَهْلُوهُمْ: وَاللّهِ لَقِدِ ازْدَدْتُمْ بَعْدَنَا حُسْناً وَجَمَالاً. فَيَقُولُونَ: وَأَنْتُمْ، وَاللّهِ لَقَدِ ازْدَدْتُمْ بَعْدَنَا حُسْناً وَجَمَالاً».
- روى مسلم في صحيحه فَقَالَ أَبُو هُرَيْرَةَ: أَوَ لَمْ يَقُلَ أَبُو الْقَاسِمِ صلى الله عليه وسلم: «إِنّ أَوّلَ زُمْرَةٍ تَدْخُلُ الْجَنّةَ عَلَىَ صُورَةِ الْقَمَرِ لَيْلَةَ الْبَدْرِ. وَالّتِي تَلِيهَا عَلَىَ أَضْوَإِ كَوْكَبٍ دُرّيَ فِي السّمَاءِ. لِكُلّ امْرِئٍ مِنْهُمْ زَوْجَتَانِ اثْنَتَانِ. يُرَىَ مُخّ سُوقِهِمَا مِنْ وَرَاءِ اللّحْمِ. وَمَا فِي الْجَنّةِ أَعْزَبُ؟».
- روى مسلم في صحيحه عَنْ أَبِي هُرَيْرَةَ قَالَ: قَالَ رَسُولُ اللّهِ صلى الله عليه وسلم: «إِنّ أَوّلَ زُمْرَةٍ يَدْخُلُونَ الْجَنّةَ عَلَىَ صُورَةِ الْقَمَرِ لَيْلَةَ الْبَدْرِ. وَالّذِينَ يَلُونَهُمْ عَلَىَ أَشَدّ كَوْكَبٍ دُرّيَ، فِي السّمَاءِ، إِضَاءةً. لاَ يَبُولُونَ، وَلاَ يَتَغَوّطُونَ وَلاَ يَمْتَخِطُونَ وَلاَ يَتْفِلُونَ. أَمْشَاطُهُمُ الذّهَبُ. وَرَشْحُهُمُ الْمِسْكُ. وَمَجَامِرُهُمُ الألُوّةُ. وَأَزْوَاجُهُمُ الْحُورُ الْعِينُ. أَخْلاَقُهُمْ عَلَىَ خُلُقِ رَجُلٍ وَاحِدٍ. عَلَىَ صُورَةِ أَبِيهِمْ آدَمَ. سِتّونَ ذِرَاعاً، فِي السّمَاءِ».
- روى مسلم في صحيحه عَنْ أَبِي بَكْرِ بْنِ عَبْدِ اللّهِ بْنِ قَيْسٍ، عَنْ أَبِيهِ، عَنِ النّبِيّ صلى الله عليه وسلم قَالَ: «إِنّ لِلْمُؤْمِنِ فِي الْجَنّةِ لَخَيْمَةً مِنْ لُؤْلُؤَةٍ وَاحِدَةٍ مُجَوّفَةٍ. طُولُهَا سِتّونَ مِيلاً. لِلْمُؤْمِنِ فِيهَا أَهْلُونَ. يَطُوفُ عَلَيْهِمُ الْمُؤْمِنُ. فَلاَ يَرَىَ بَعْضُهُمْ بَعْضاً».
- أخرج ابن أبي شيبة عن حكيم بن جابر قال : أخبرت أن الله تبارك وتعالى لم يمس من خلقه بيده شيئاً إلا ثلاثة : غرس الجنة بيده وجعل ترابها الورس والزعفران وجبالها المسك، وخلق آدم بيده، وكتب التوراة لموسى بيده.
- روى ابن جرير عن أبي اليمان الهوزني قال: الجنة مائة درجة، أوَّلها درجة فضة وأرضها فضة، ومساكنها فضة، [وآنيتها فضة] وترابها المسك. والثانية ذهب، وأرضها ذهب، ومساكنها ذهب، وآنيتها ذهب، وترابها المسك. والثالثة لؤلؤ، وأرضها لؤلؤ، ومساكنها اللؤلؤ، وآنيتها اللؤلؤ، وترابها المسك. وسبع وتسعون بعد ذلك، ما لا عين رأت، ولا أذن سمعت، ولا خطر على قلب بشر. ثم تلا هذه الآية: { فَلا تَعْلَمُ نَفْسٌ مَا أُخْفِيَ لَهُمْ مِنْ قُرَّةِ أَعْيُنٍ جَزَاءً بِمَا كَانُوا يَعْمَلُونَ }

### كتب الألواح لموسى بيده
قال الله تعالى : ﴿ وَكَتَبْنَا لَهُ فِي الأَلْوَاحِ مِنْ كُلِّ شَيْءٍ مَوْعِظَةً وَتَفْصِيلاً لِكُلِّ شَيْءٍ فَخُذْهَا بِقُوَّةٍ وَأْمُرْ قَوْمَكَ يَأْخُذُوا بِأَحْسَنِهَا سَأُرِيكُمْ دَارَ الْفَاسِقِينَ (145)﴾ (سورة الأعراف)
قال الله تعالى : ﴿ وَلَمَّا سَكَتَ عَنْ مُوسَى الْغَضَبُ أَخَذَ الأَلْوَاحَ وَفِي نُسْخَتِهَا هُدًى وَرَحْمَةٌ لِلَّذِينَ هُمْ لِرَبِّهِمْ يَرْهَبُونَ (154)﴾ (سورة الأعراف)
- أخرج أبو الشيخ عن ابن جريج قال : أخبرت أن الألواح من زبرجد ومن زمرد الجنة، أمر الرب تعالى جبريل فجاء بها من عدن، وكتبها بيده بالقلم الذي كتب به الذكر، واستمد الرب من نهر النور وكتب به الألواح.
- أخرج ابن أبي حاتم وأبو الشيخ وابن مردويه عن جعفر بن محمد عن أبيه عن جده عن النبي صلى الله عليه وسلم قال «الألواح التي أنزلت على موسى كانت من سدر الجنة، كان طول اللوح إثني عشر ذراعاً».
- أخرج ابن أبي حاتم عن سعيد بن جبير قال : كانوا يقولون : كانت الألواح من ياقوتة، وانا أقول : إنما كانت من زبرجد وكتابها الذهب، كتبها الله بيده فسمع أهل السموات صريف القلم.
- أخرج أبو الشيخ عن عطاء قال : كتب الله التوراة لموسى بيده وهو مسند ظهره إلى الصخرة يسمع صريف القلم، في ألواح من زمرد ليس بينه وبينه إلا الحجاب.
- أخرج عبد بن حميد عن عكرمة قال : إن الله لم يمس شيئاً إلا ثلاثة : خلق آدم بيده، وغرس الجنة بيده، وكتب التوراة بيده.
- أخرج ابن أبي حاتم عن ابن عباس قال : أعطيَ موسى التوراة في سبعة ألواح من زبرجد، فيها تبيان لكل شيء وموعظة، فلما جاء بها فرأى بن إسرائيل عكوفاً على عبادة العجل، رمى بالتوراة من يده فتحطمت، فرفع الله منها ستة أسباع وبقي سبع.
- أخرج عبد بن حميد وابن أبي حاتم وأبو الشيخ عن وهب بن منبه في قوله { وكتبنا له في الألواح من كل شيء } قال : كتب له اعبدني ولا تشرك بي شيئاً من أهل السماء ولا من أهل الأرض فإن كل ذلك خلقي، فإذا أشرك بي غضبت، وإذا غضبت لعنت، وإن لعنتي تدرك الرابع من الولد، وإني إذا أطعت رضيت، وإذا رضيت باركت والبركة مني تدرك الأمة بعد الأمة، ولا تحلف باسمي كاذباً فإني لا أزكي من حلف باسمي كاذباً، ووقر والديك فإنه من وقر والديه مددت له عمره ووهبت له ولداً يبره، ومن عق والديه قصرت له في عمره ووهب له ولداً يعقه، واحفظ السبت فإنه آخر يوم فرغت فيه من خلقي، ولا تزن، ولا تسرق، ولا تولّ وجهك عن عدوي، ولا تزن بامرأة جارك الذي يأمنك، ولا تغلب جارك على ماله، ولا تخلفه على امرأته.
- أخرج أبو الشيخ والبيهقي في شعب الإِيمان عن أبي حرزة القاص، ان العشر الآيات التي كتب الله تعالى لموسى في الألواح : أن اعبدني ولا تشرك بي شيئاً، ولا تحلف باسمي كاذباً فإني لا أزكي ولا أطهر من حلف باسمي كاذباً، واشكر لي ولوالديك أنسألك في أجلك وأقيك المتالف، ولا تسرق ولا تزن فأحجب عنك نور وجهي، وتغلق عن دعائك أبواب سماواتي، ولا تغدر بحليل جارك، واحب للناس ما تحب لنفسك، ولا تشهد بما لم يعِ سمعك ويفقه قلبك، فإني واقف أهل الشهادات على شهادتهم يوم القيامة ثم سائلهم عنها، ولا تذبح لغيري لا يَصعد إلى من قربان أهل الأرض إلا ما ذكر عليه اسمي.
- أخرج ابن مردويه وأبو نعيم في الحلية وابن لال في مكارم الأخلاق عن جابر بن عبد الله قال : سمعت رسول الله صلى الله عليه وسلم يقول «كان فيما أعطى الله موسى في الألواح الأول في أول ما كتب عشرة أبواب : يا موسى لا تشرك بي شيئاً فقد حق القول مني لتلفحن وجوه المشركين النار، واشكر لي ولوالديك أقك المتالف وانسأ في عمرك وأحييك حياة طيبة وأقلبك إلى خير منها، ولا تقتل النفس التي حرمت إلا بالحق فتضيق عليك الأرض برحبها والسماء باقطارها وتبوء بسخطي والنار، ولا تحلف باسمي كذباً ولا آثماً فإني لا أطهر ولا أركي من لم ينزهني ويعظم أسمائي، ولا تحسد الناس على ما أعطيتهم من فضيلي، ولا تنفس عليهم نعمتي ورزقي فإن الحاسد عدو نعمتي راد لقضائي ساخط لقسمتي التي أقسم بين عبادي، ومن لم يكن كذلك فلست منه وليس مني، ولا تشهد بما لم يع سمعك ويحفظ عقلك وتعقد عليه قلبك، فإني واقف أهل الشهادات على شهادتهم يوم القيامة ثم سائلهم عنها سؤلاً حثيثاً، ولا تزن، ولا تسرق، ولا تزن بحليلة جارك فأحجب عنك وجهي، وتغلق عنك أبواب السماء، وأحبب للناس ما تحب لنفسك، ولا تذبحن لغيري فإني لا أقبل من القربان إلا ما ذكر عليه اسمي وكان لخالصاً لوجهي،

وتفرغ لي يوم السبت وفرغ لي نفسك وجميع أهل بيتك. فقال رسول الله صلى الله عليه وسلم : إن الله جعل السبت لموسى عيداً، واختار لنا الجمعة فجعلها لنا عيداً».
- رواى أبو هريرة رضي الله عنه أن النبي صلى الله عليه وسلم قال : (احْتَجَّ آدَمُ وَمُوسَى، فَقَالَ مُوسَى : يَا آدَمُ ! أَنْتَ أَبُونَا، خَيَّبْتَنَا وَأَخْرَجْتَنَا مِنْ الْجَنَّةِ. فَقَالَ لَهُ آدَمُ : أَنْتَ مُوسَى، اصْطَفَاكَ اللَّهُ بِكَلامِهِ، وَخَطَّ لَكَ بِيَدِهِ، أَتَلُومُنِي عَلَى أَمْرٍ قَدَّرَهُ اللَّهُ عَلَيَّ قَبْلَ أَنْ يَخْلُقَنِي بِأَرْبَعِينَ سَنَةً. فَقَالَ النَّبِيُّ صَلَّى اللَّهُ عَلَيْهِ وَسَلَّمَ : «فَحَجَّ آدَمُ مُوسَى، فَحَجَّ آدَمُ مُوسَى»

### القلم
قال الله تعالى : ﴿ ن وَالْقَلَمِ وَمَا يَسْطُرُونَ (1)﴾ (سورة القلم)
- أخرج أبو الشيخ من طرق عن مالك بن دينار عن أنس قال: قال رسول الله صلى الله عليه وسلم: (إن لله لوحا، أحد وجهيه ياقوتة، والوجه الثاني زمردة خضراء، قلمه النور، فيه يخلق، وفيه يرزق، وفيه يحيى، وفيه يميت، وفيه يعز، وفيه يفعل ما يشاء في كل يوم وليلة).
- أخرج أبو الشيخ والطبراني من طريق سعيد بن جبير عن ابن عباس قال: (إن الله خلق من درة بيضاء، دفتاه من ياقوتة حمراء وزبرجد، قلمه نور، وكتابه نور ينظر منه كل يوم ثلاثمائة وستين نظرة، يخلق فيها ويرزق، ويعز ويذل، ويفعل ما يشاء).
- عن ابن عباس أن رسول الله صلى الله عليه وسلم قال: (أول شيء خلقه الله تعالى القلم، وأمره أن يكتب كل شيء).
- عن ابن عباس قال: (إن الله خلق العرش فاستوى عليه، ثم خلق القلم فأمره أن يجري بإذنه، وعظم القلم ما بين السماء والأرض فقال: بم أجري يا رب قال: بما أنا خالق وكائن في خلقي: من قطر أو نبات، أو خير أو شر - يعني به العمل - أو رزق أو أجل؛ فجرى القلم بما هو كائن إلى يوم القيامة، فأثبته الله في الكتاب المكنون عنده تحت العرش).
- أخرج أبو الشيخ عن ابن عمر عن النبي صلى الله عليه وسلم قال: (إن الله تبارك وتعالى أول شيء خلق، خلق القلم وهو من نور مسيرة خمسمائة عام، فأمره فجرى بما هو كائن إلى يوم القيامة).
- عن ابن عباس قال: (أول شيء خلق الله عزوجل العرش من نور، ثم الكرسي، ثم لوحا محفوظا من درة بيضاء، دفتاه من ياقوتة حمراء، قلمه نور، وكتابه نور، ينظر الله عزوجل فيه كل يوم ثلاثمائة وستين نظرة، يخلق في كل نظرة، ويحيى ويميت، ويعز ويذل، ويرفع أقواما، ويخفض أقواما، ويفعل ما يشاء، ويحكم ما يريد، وخلق قلما من نور، طوله خمسمائة عام، وعرضه خمسمائة عام قبل أن يخلق الخلق، وقال للقلم:)اكتب، قال: وما أكتب قال: اكتب علمي في خلقي إلى أن تقوم الساعة، فجرى القلم بما هو كائن في علم الله إلى يوم القيامة، إن كتاب ذلك العلم على الله يسير هين، وسنة القلم مشقوقة، ينبع منه المدد).